# Lijst van personen overleden in 1992
Dit is een lijst van personen die zijn overleden in 1992.

## Januari

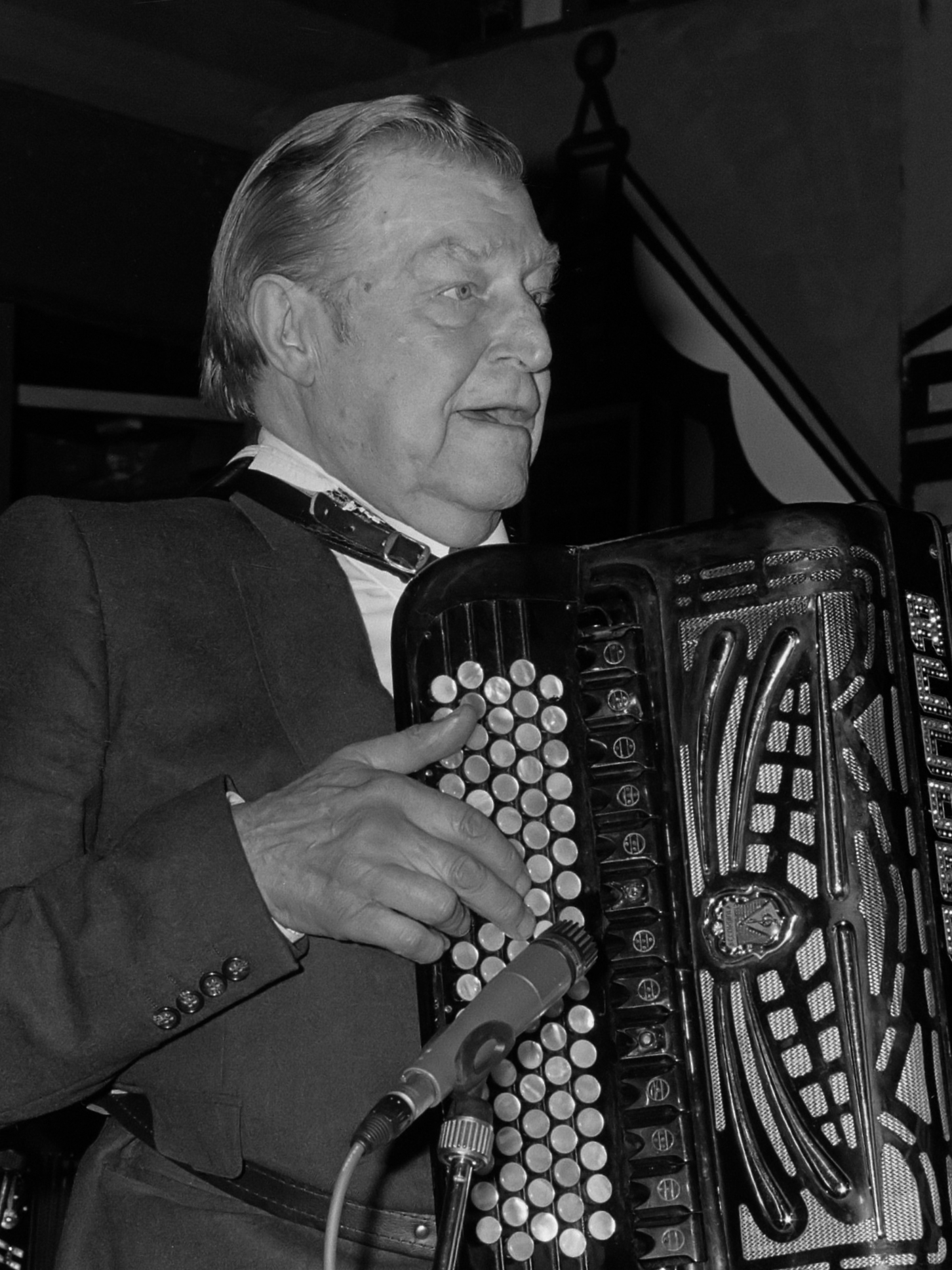
Johnny Meijer
8 januari

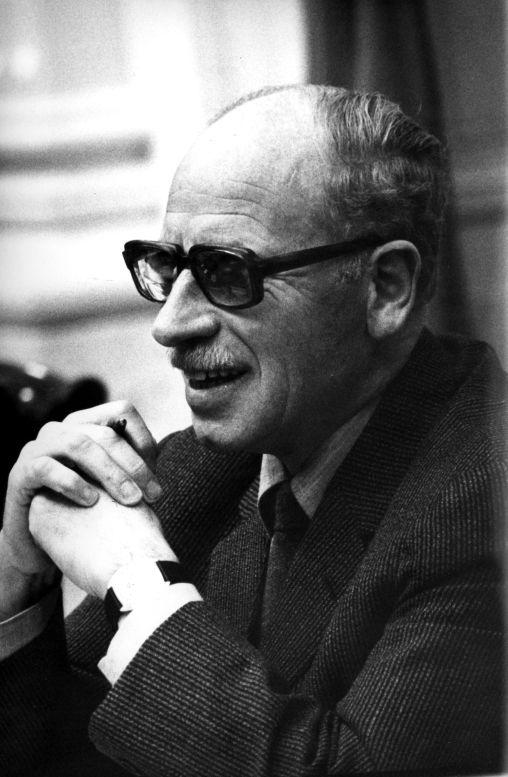
Harry van Doorn
12 januari

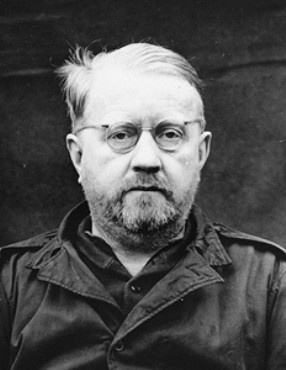
Gerhard Rose
13 januari

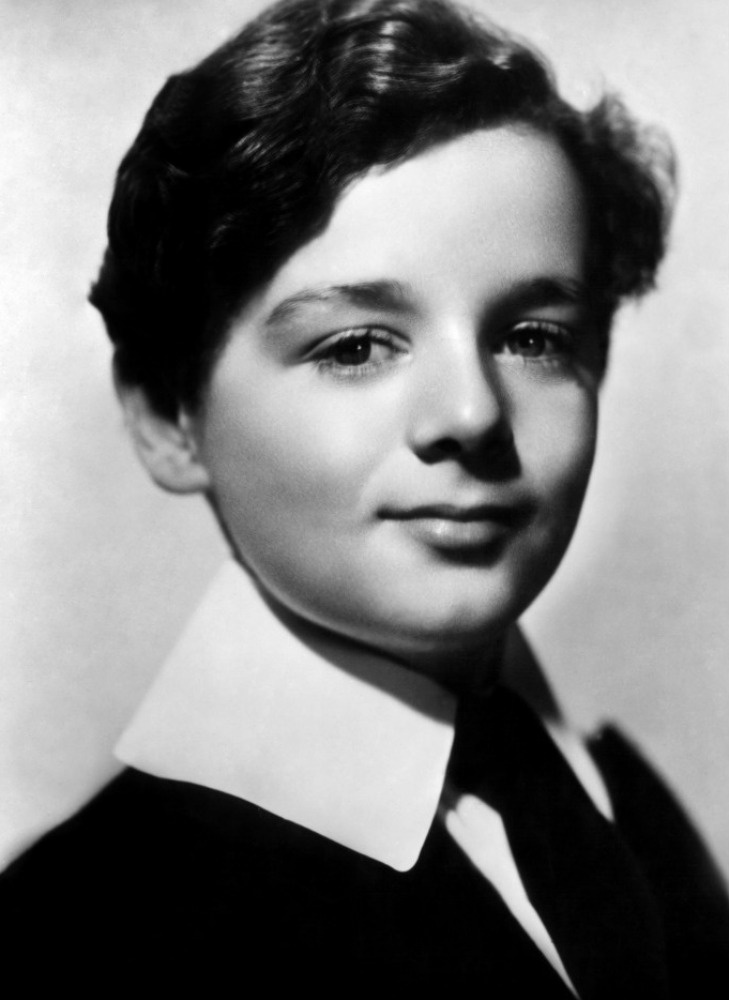
Freddie Bartholomew
23 januari

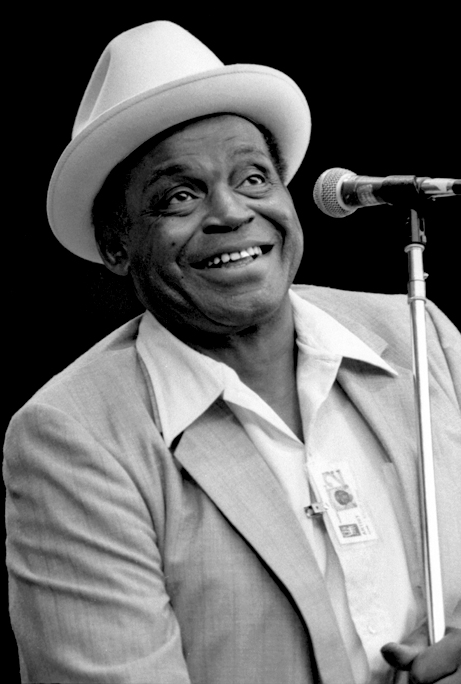
Willie Dixon
29 januari

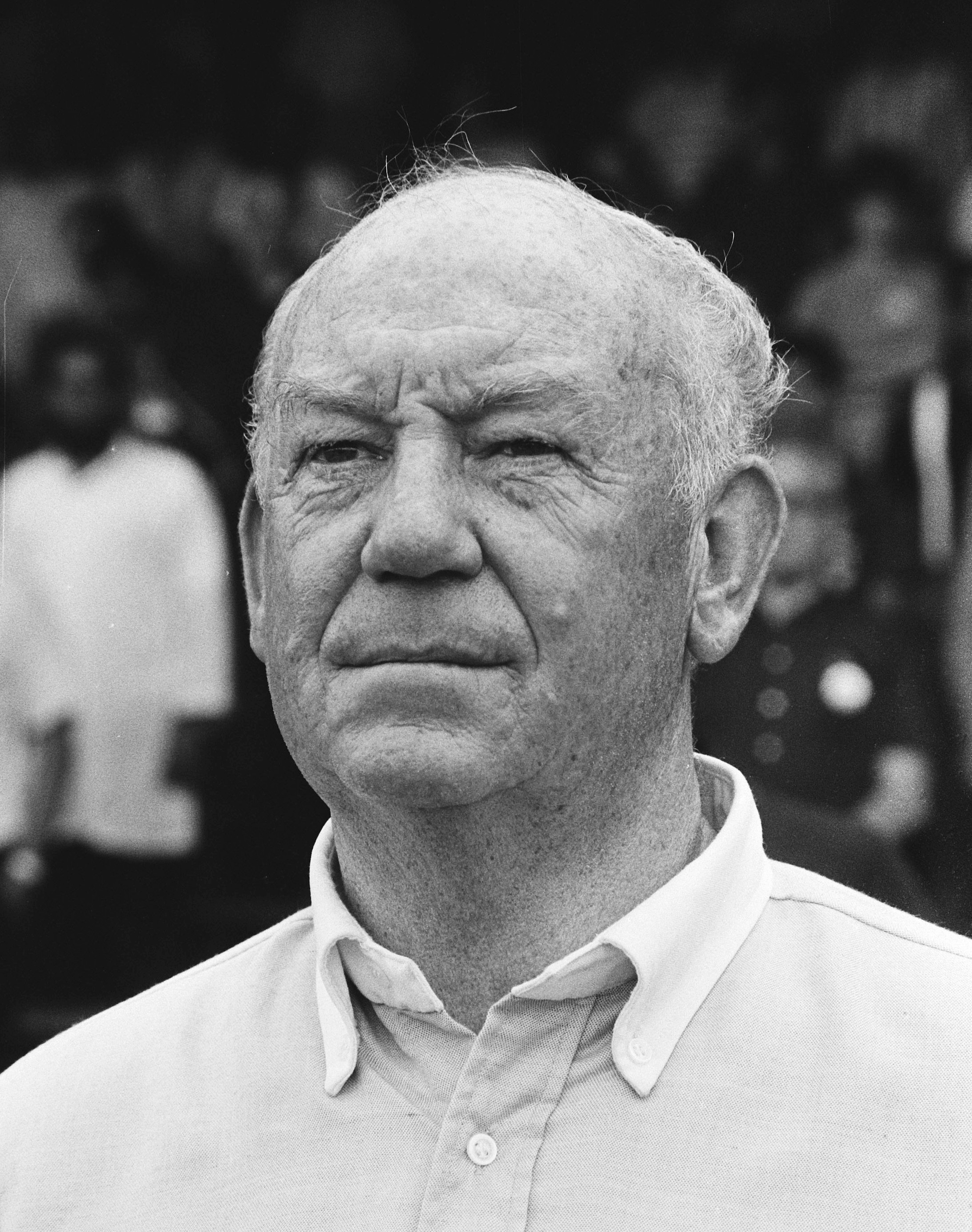
Wim van Heumen
30 januari

| 1 | 2 | 3 | 4 | 5 | 6 | 7 | 8 | 9 | 10 | 11 | 12 | 13 | 14 | 15 | 16 | 17 | 18 | 19 | 20 | 21 | 22 | 23 | 24 | 25 | 26 | 27 | 28 | 29 | 30 | 31 |
| - | - | - | - | - | - | - | - | - | -- | -- | -- | -- | -- | -- | -- | -- | -- | -- | -- | -- | -- | -- | -- | -- | -- | -- | -- | -- | -- | -- |

### 1 januari
- Grace Hopper (85), Amerikaans wiskundige en computerpionier
- Constantin Poustochkine (81), Nederlands jazzmusicus en -criticus

### 2 januari
- Hette Abma (74), Nederlands predikant en politicus

### 3 januari
- Judith Anderson (94), Australisch actrice
- Liffa Gregoriussen (87), Faeröers modeontwerpster en feministe
- Carl McVoy (61), Amerikaans pianist
- Herman Teunissen (77), Nederlands medicus

### 4 januari
- Teddy Grace (86), Amerikaans jazzzangeres

### 7 januari
- Richard Hunt (40), Amerikaans poppenspeler
- Andrew Marton (87), Hongaars filmregisseur

### 8 januari
- Johnny Meijer (79), Nederlands accordeonist
- Simon van Trirum (69), Nederlands operazanger
- Jozef Vergote (81), Belgisch egyptoloog

### 9 januari
- Willem Michiels van Kessenich (89), Nederlands burgemeester

### 10 januari
- Roberto Bonomi (72), Argentijns autocoureur

### 11 januari
- Gilbert H. Fletcher (80), Frans radiotherapeut

### 12 januari
- Lode Anthonis (69), Belgisch wielrenner
- Harry van Doorn (76), Nederlands omroepvoorzitter en politicus
- W.M.S. Pitlo-van Rooijen (90), Nederlands boekverzamelaar

### 13 januari
- Cor Labree (64), Nederlands burgemeester
- Gerhard Rose (95), Duits oorlogsmisdadiger

### 14 januari
- Walter Herssens (61), Belgisch atleet
- Flory Van Donck (79), Belgisch golfer

### 17 januari
- Luigi Durand de la Penne (77), Italiaans militair

### 18 januari
- Cromie McCandless (71), Noord-Iers motorcoureur

### 21 januari
- Eddie Koiki Mabo (55), Australisch activist

### 22 januari
- Fernand Buyle (73), Belgisch voetballer

### 23 januari
- Freddie Bartholomew (67), Brits kindacteur
- Sherwood Mangiapane (79), Amerikaans jazzmusicus

### 24 januari
- Harry Mortimer (89), Brits componist, dirigent en musicus
- Mieke van der Wall-Duyvendak (69), Nederlands politica

### 25 januari
- Rie Dirx (66), Nederlands politicus
- Nico Schuyt (70), Nederlands componist

### 26 januari
- José Ferrer (83), Puerto Ricaans-Amerikaans acteur
- Okke Jager (63), Nederlands theoloog en predikant
- Hans Schulze (80), Duits waterpolospeler

### 27 januari
- Boris Arapov (86), Russisch componist

### 29 januari
- Willie Dixon (76), Amerikaans bluesmusicus

### 31 januari
- Hans Flower (84), Belgisch pianist en componist
- Ludwig Geyer (87), Duits wielrenner
- Wim van Heumen (63), Nederlands hockeytrainer

## Februari

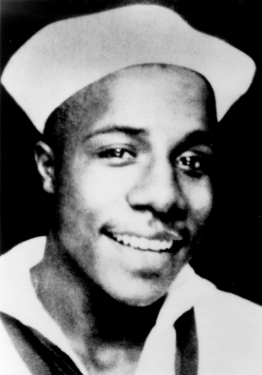
Alex Haley
10 februari

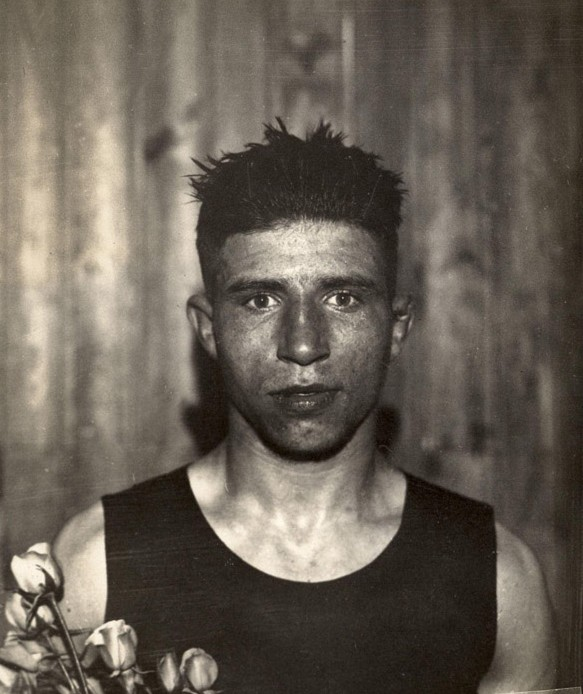
Bep van Klaveren
12 februari

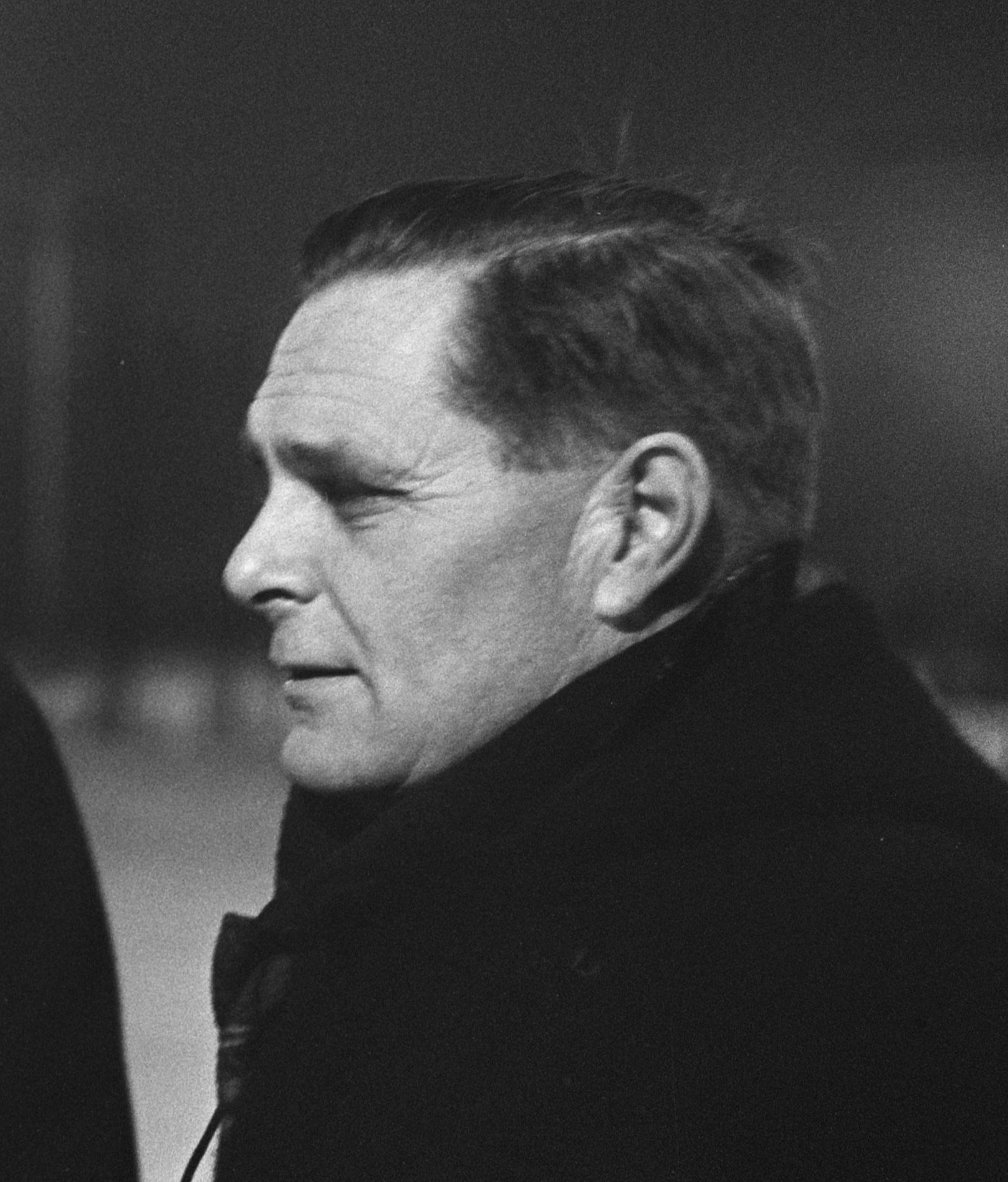
Roepie Kruize
14 februari

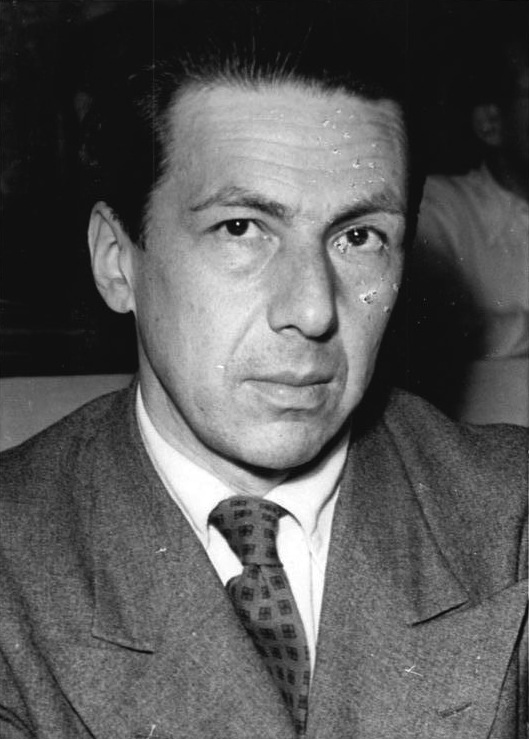
Vladimir Pozner
19 februari

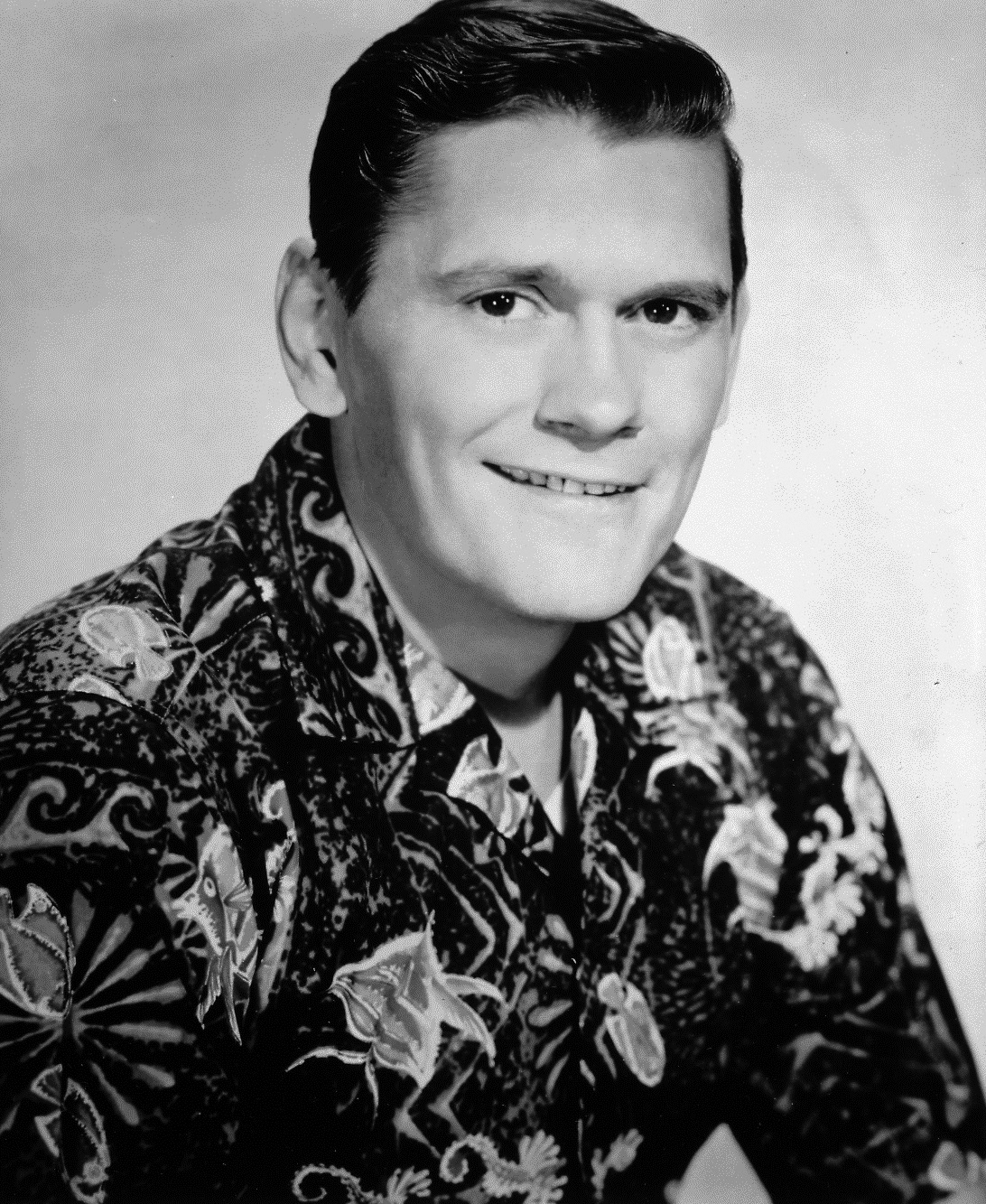
Dick York
20 februari

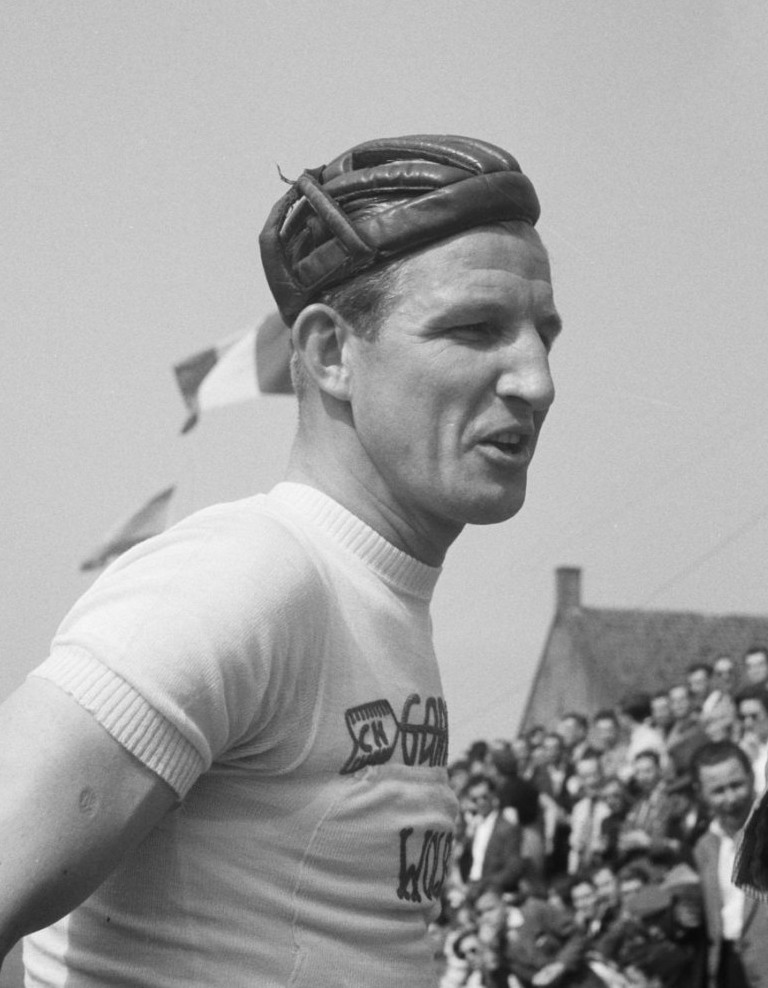
Gerrit Schulte
26 februari

| 1 | 2 | 3 | 4 | 5 | 6 | 7 | 8 | 9 | 10 | 11 | 12 | 13 | 14 | 15 | 16 | 17 | 18 | 19 | 20 | 21 | 22 | 23 | 24 | 25 | 26 | 27 | 28 | 29 |
| - | - | - | - | - | - | - | - | - | -- | -- | -- | -- | -- | -- | -- | -- | -- | -- | -- | -- | -- | -- | -- | -- | -- | -- | -- | -- |

### 1 februari
- Geraldo Freitas Nascimento (53), Braziliaans voetballer

### 3 februari
- Jan van Aartsen (82), Nederlands politicus

### 4 februari
- Lisa Fonssagrives (80), Zweeds model
- André Rieu sr. (74), Nederlands dirigent

### 5 februari
- Nikola Leonard Ovanin (80), Kroatisch-Amerikaans componist
- Hubert Schoonbroodt (50), Belgisch muzikant en dirigent

### 7 februari
- Alexis Curvers (85), Belgisch schrijver

### 10 februari
- Thomas Graftdijk (42), Nederlands dichter, schrijver en vertaler
- Alex Haley (70), Amerikaans schrijver en journalist
- Wim Ramaker (48), Nederlands omroepman, schrijver en dichter

### 11 februari
- Morrnah Simeona (78), Amerikaans alternatief genezer

### 12 februari
- Bep van Klaveren (84), Nederlands bokser

### 13 februari
- Nikolaj Bogoljoebov (82), Russisch wiskundige
- Bob den Uyl (61), Nederlands schrijver en jazztrompettist

### 14 februari
- Roepie Kruize (67), Nederlands hockeyer

### 15 februari
- Hermann Axen (75), Oost-Duits politicus
- Daniël Coens (53), Belgisch politicus
- William Schuman (81), Amerikaans componist

### 16 februari
- Charles Carnegie (98), lid Britse koninklijke familie
- Angela Carter (51), Brits schrijfster en journaliste
- Jânio Quadros (75), president van Brazilië

### 18 februari
- Sylvain Arend (89), Belgisch astronoom
- Willem Sibbelee (73), Nederlands acteur

### 19 februari
- Felix Makasiar (76), Filipijns rechter
- Vladimir Pozner (87), Russisch-Frans schrijver

### 20 februari
- Roberto d'Aubuisson (47), Salvadoraans politicus en militair
- Abdon Demarneffe (85), Belgisch politicus
- Dick York (63), Amerikaans acteur

### 23 februari
- Maurice Raes (85), Belgisch wielrenner
- Markos Vafiadis (86), Grieks militair

### 26 februari
- Gerrit Schulte (76), Nederlands wielrenner

### 27 februari
- Algirdas Greimas (74), Litouws linguïst
- Marinus Ruppert (80), Nederlands vakbondsbestuurder en politicus
- Martina Tjeenk Willink (86), Nederlands politicus

### 28 februari
- Arsène Becuwe (100), Belgisch componist

### 29 februari
- Shamshi Kaldayakov (61), Kazachs componist

## Maart

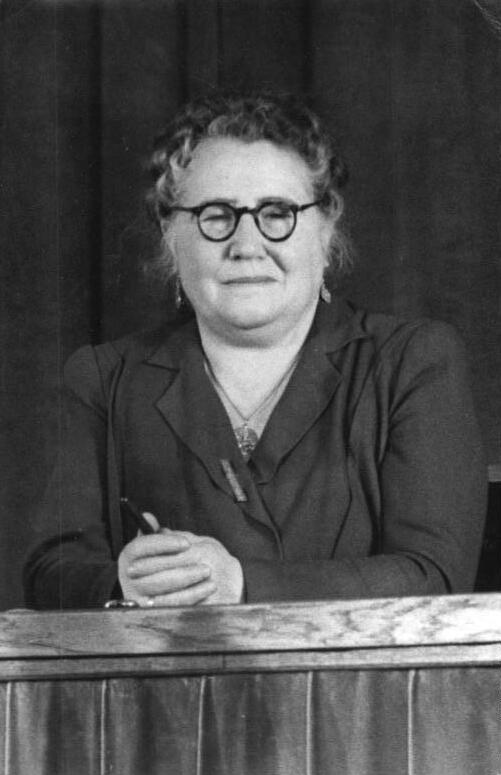
Wilhelmine Schirmer-Pröscher
2 maart

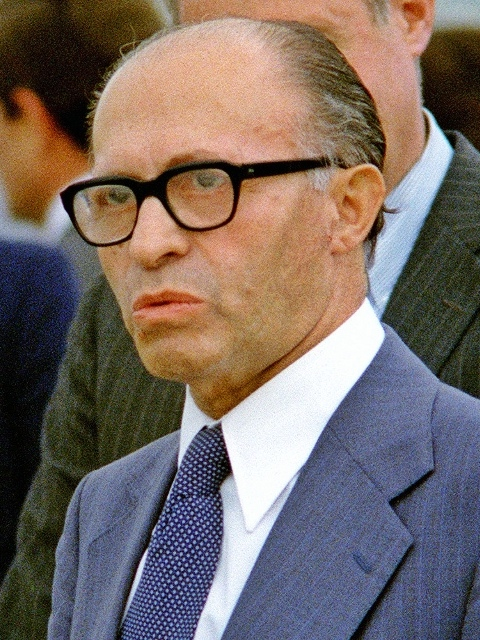
Menachem Begin
9 maart

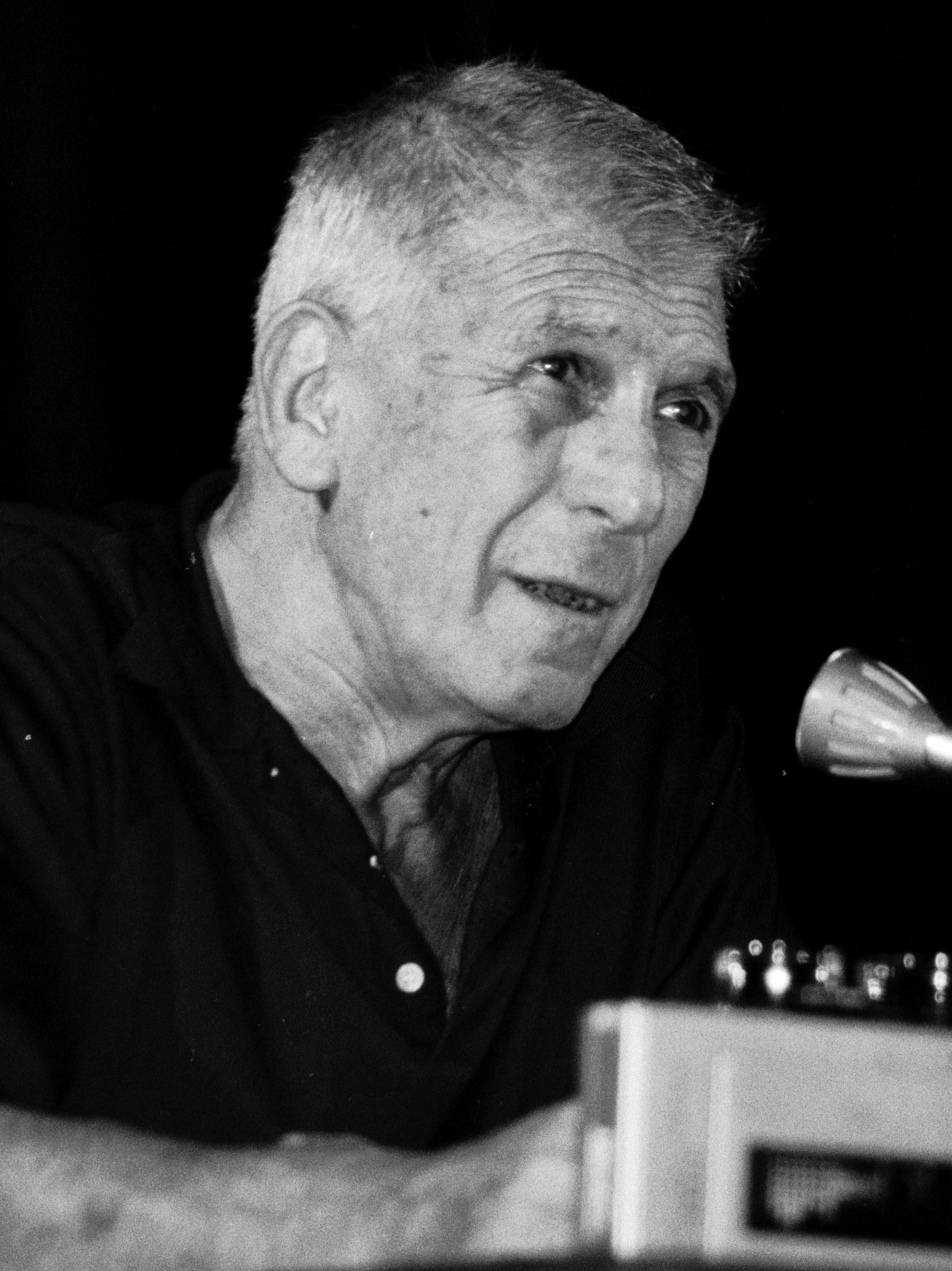
Richard Brooks
11 maart

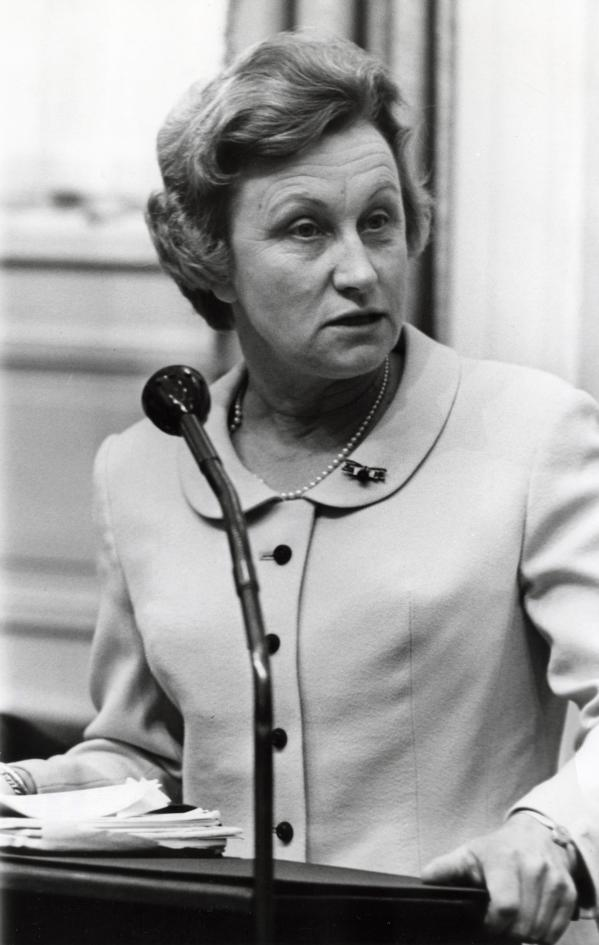
Joke Stoffels-van Haaften
18 maart

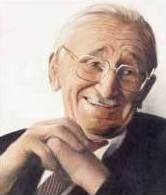
Friedrich von Hayek
23 maart

| 1 | 2 | 3 | 4 | 5 | 6 | 7 | 8 | 9 | 10 | 11 | 12 | 13 | 14 | 15 | 16 | 17 | 18 | 19 | 20 | 21 | 22 | 23 | 24 | 25 | 26 | 27 | 28 | 29 | 30 | 31 |
| - | - | - | - | - | - | - | - | - | -- | -- | -- | -- | -- | -- | -- | -- | -- | -- | -- | -- | -- | -- | -- | -- | -- | -- | -- | -- | -- | -- |

### 2 maart
- Ron Hardy (33), Amerikaans diskjockey en housepionier
- Wilhelmine Schirmer-Pröscher (102), Oost-Duits politica

### 3 maart
- Lella Lombardi (50), Italiaans autocoureur
- G.L.S. Shackle (88), Brits econoom

### 5 maart
- Giuseppe Olmo (80), Italiaans wielrenner

### 6 maart
- Erik Nordgren (67), Zweeds componist
- Maria Helena Vieira da Silva (83), Portugees-Frans schilderes

### 7 maart
- Jan Strik (79), Nederlands architect

### 8 maart
- Addeke Hendrik Boerma (79), Nederlands bestuurder
- Red Callender (76), Amerikaans jazzbassist

### 9 maart
- Menachem Begin (78), Israëlisch politicus
- Monty Budwig (62), Amerikaans contrabassist
- Irénée Séguret (88), Frans grootmeester van de Ordre Martiniste

### 10 maart
- Enrico Mollo (78), Italiaans wielrenner
- Robyn Lee Parks (37), Amerikaans crimineel

### 11 maart
- László Benedek (87), Hongaars filmmaker
- Richard Brooks (79), Amerikaans regisseur
- Norm Hall (65), Amerikaans autocoureur

### 12 maart
- Willem Jozef Droesen (94), Nederlands politicus
- Hans G. Kresse (70), Nederlands striptekenaar

### 14 maart
- Yasuo Ikenaka (77), Japans atleet
- Marc Somerhausen (92), Belgisch politicus

### 15 maart
- Sergio Guerri (86), Italiaans kardinaal
- Magda Haegens (92), Belgisch bestuurster

### 16 maart
- Benjamin Marius Vlielander Hein (78), Nederlands militair

### 17 maart
- László Orczán (80), Hongaars wielrenner en schaatser
- Aat de Roos (72), Nederlands hockeyspeler

### 18 maart
- Dick Slootweg (45), Nederlands journalist
- Joke Stoffels-van Haaften (74), Nederlands politica
- C.B. Vaandrager (56), Nederlands schrijver en dichter

### 20 maart
- Lina Bo Bardi (77), Italiaans-Braziliaans architect en ontwerper
- Herman Breukel (79), Nederlands burgemeester
- Georges Delerue (67), Frans filmmuziekcomponist

### 21 maart
- Henk Deinum (76), Nederlands verzetsstrijder
- John Ireland (78), Canadees acteur

### 22 maart
- Arthur Cronquist (73), Amerikaans botanicus
- Jos Van Eynde (85), Belgisch journalist en politicus

### 23 maart
- Friedrich von Hayek (92), Oostenrijks econoom en politiek filosoof

### 25 maart
- Nancy Walker (70), Amerikaans actrice

### 27 maart
- Constant Pieterse (96), Nederlands roeier
- Harald Sæverud (84), Noors componist
- André Sinave (70), Belgisch stripuitgever

### 29 maart
- Paul Henreid (87), Amerikaans acteur
- Ivan Brooks Hollomon (69), Amerikaans militair
- Robert Lambooij (88), Nederlands burgemeester
- John Spencer (68), lid Britse adel

### 30 maart
- Spirydion Albański (84), Pools voetballer
- Manolis Andronikos (72), Grieks archeoloog
- Gerhard Gustmann (81), Duits roeier

## April

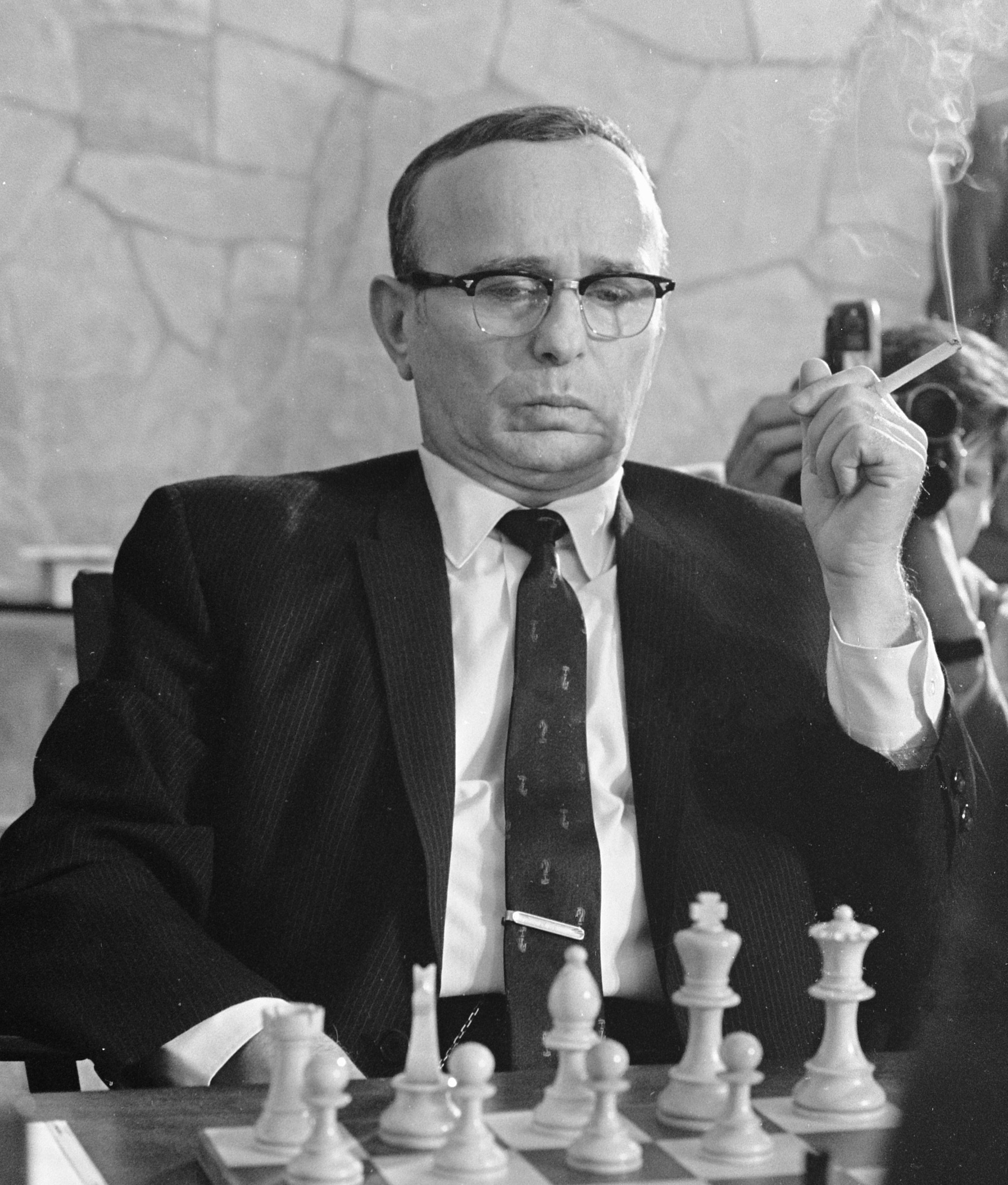
Samuel Reshevsky
4 april

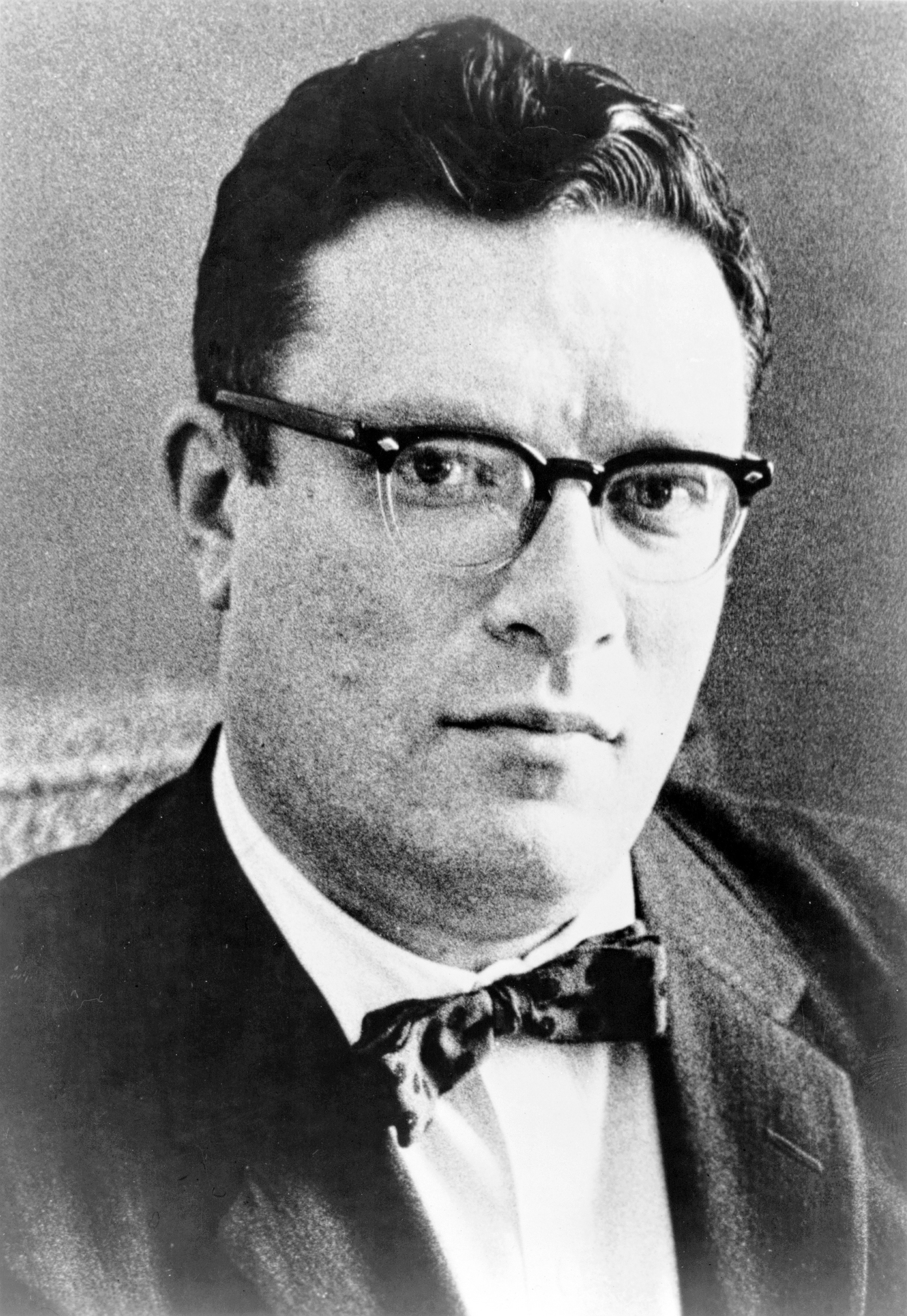
Isaac Asimov
6 april

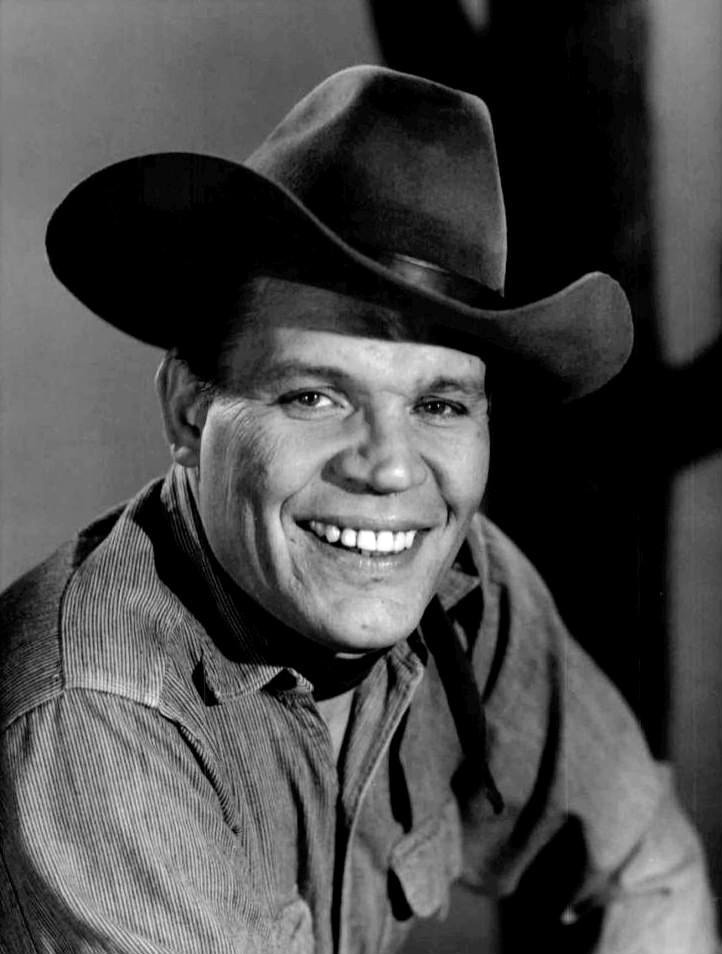
Neville Brand
16 april

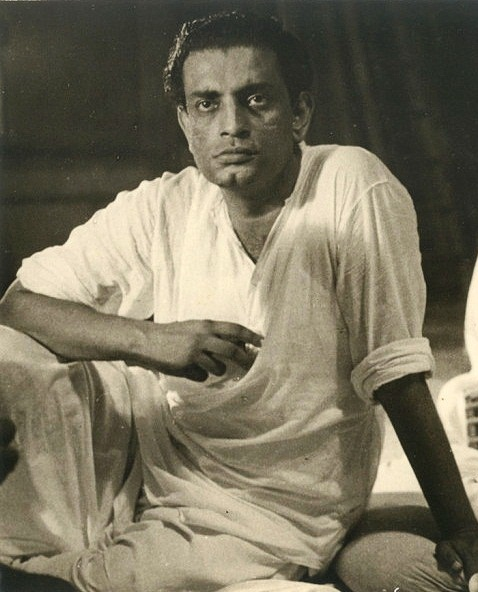
Satyajit Ray
23 april

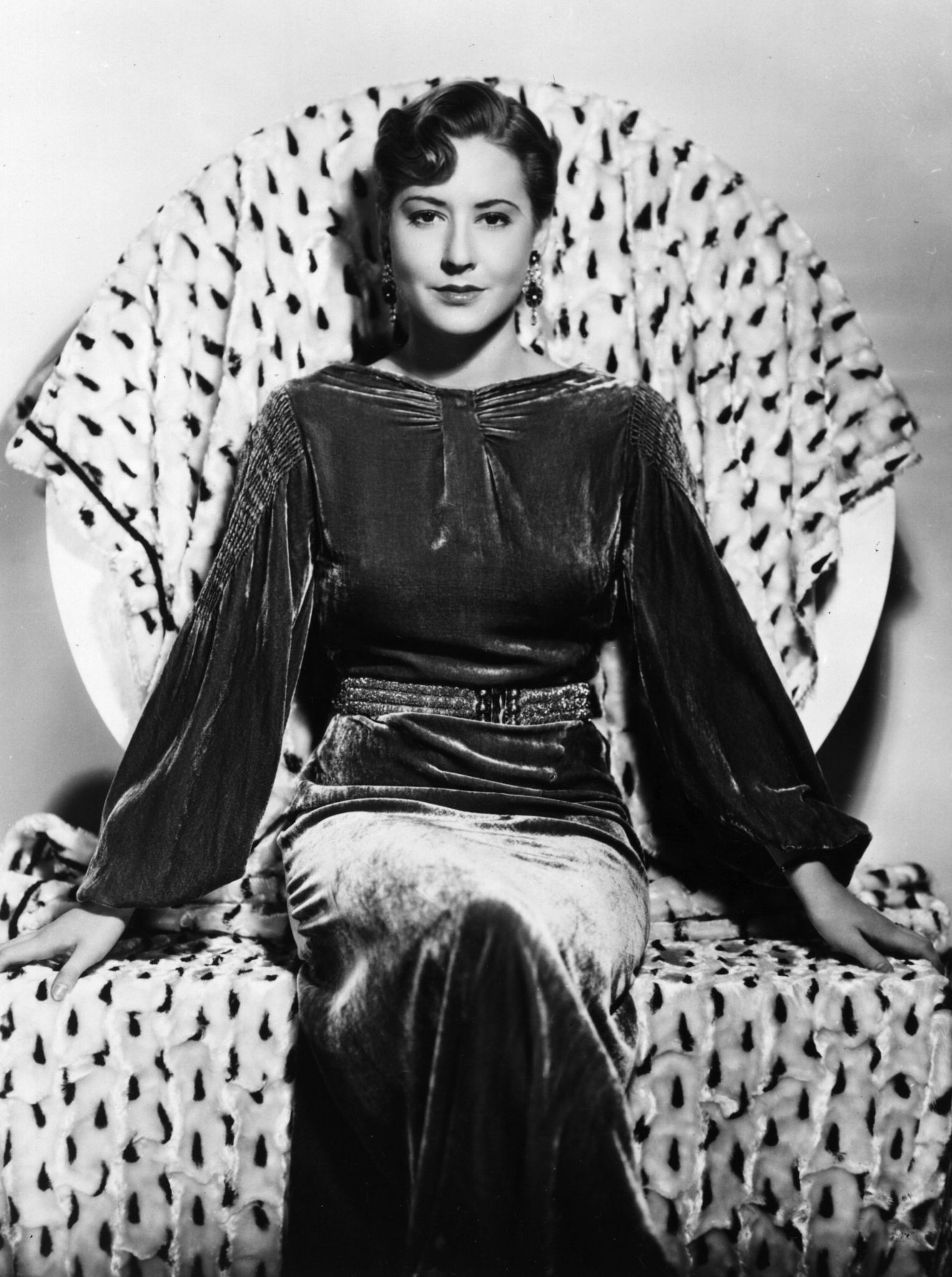
Mae Clarke
29 april

| 1 | 2 | 3 | 4 | 5 | 6 | 7 | 8 | 9 | 10 | 11 | 12 | 13 | 14 | 15 | 16 | 17 | 18 | 19 | 20 | 21 | 22 | 23 | 24 | 25 | 26 | 27 | 28 | 29 | 30 |
| - | - | - | - | - | - | - | - | - | -- | -- | -- | -- | -- | -- | -- | -- | -- | -- | -- | -- | -- | -- | -- | -- | -- | -- | -- | -- | -- |

### 1 april
- Walter Andreas Schwarz (78), Duits zanger

### 2 april
- Juanito (37), Spaans voetballer
- Paula Kelly (72), Amerikaans zangeres

### 4 april
- Vintila Horia (76), Roemeens schrijver
- Samuel Reshevsky (80), Pools-Amerikaans schaker

### 5 april
- Jan Broerze (78), Nederlands kunstenaar

### 6 april
- Isaac Asimov (72), Amerikaans sciencefictionschrijver en biochemicus

### 8 april
- Daniel Bovet (85), Italiaans farmacoloog en Nobelprijswinnaar

### 10 april
- Charles Mitchill Bogert (83), Amerikaans herpetoloog
- Sam Kinison (38), Amerikaans stand-upkomiek en acteur
- Peter Mitchell (71), Brits biochemicus

### 11 april
- Robert Houben (86), Belgisch politicus
- Josip Vidmar (96), Sloveens politicus

### 12 april
- Ilario Bandini (80), Italiaans autocoureur en zakenman
- Rie Beisenherz (90), Nederlands zwemster

### 15 april
- Hans Maass (80), Duits wiskundige

### 16 april
- Neville Brand (71), Amerikaans acteur
- Peter Martens (55), fotograaf

### 17 april
- Skeets Herfurt (80), Amerikaans saxofonist en klarinettist

### 18 april
- Rudy Geldhof (49), Belgisch toneelschrijver, scenarist en dichter

### 19 april
- Pierre Descamps (75), Belgisch politicus

### 20 april
- Benny Hill (67), Brits acteur

### 21 april
- Väinö Linna (71), Fins schrijver
- Vladimir Kirillovitsj van Rusland (74), Russisch troonpretendent

### 22 april
- Frank Van Acker (63), Belgisch politicus
- Joop van Santen (83), Nederlands econoom en politicus

### 23 april
- Ronnie Bucknum (56), Amerikaans autocoureur
- Jetty Cantor (88), Nederlands violiste, zangeres en actrice
- Satyajit Ray (71), Bengaals-Indiaas filmmaker

### 25 april
- Dany Tuijnman (77), Nederlands politicus

### 27 april
- Olivier Messiaen (83), Frans componist
- Goro Natori (70), Japans componist

### 28 april
- Francis Bacon (82), Brits kunstschilder
- Hasan as-Senoessi (64), lid Libische koninklijke familie
- László Szabados (81), Hongaars zwemmer

### 29 april
- Mae Clarke (81), Amerikaans actrice

## Mei

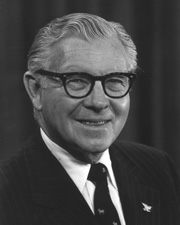
George Murphy
3 mei

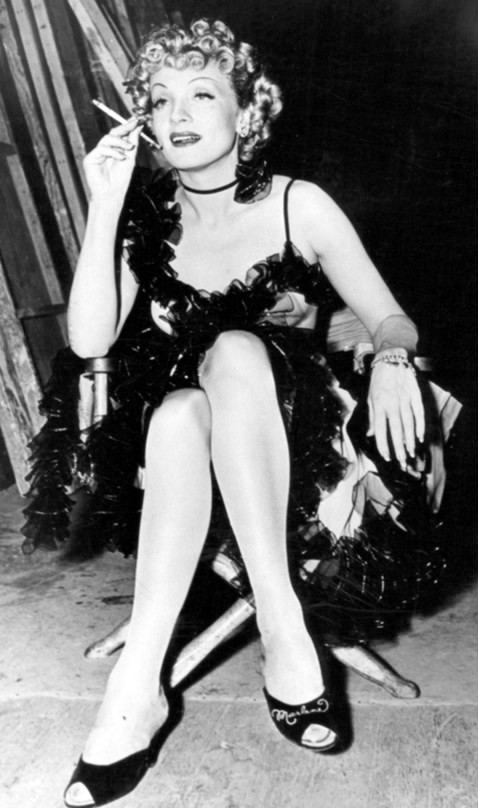
Marlene Dietrich
6 mei

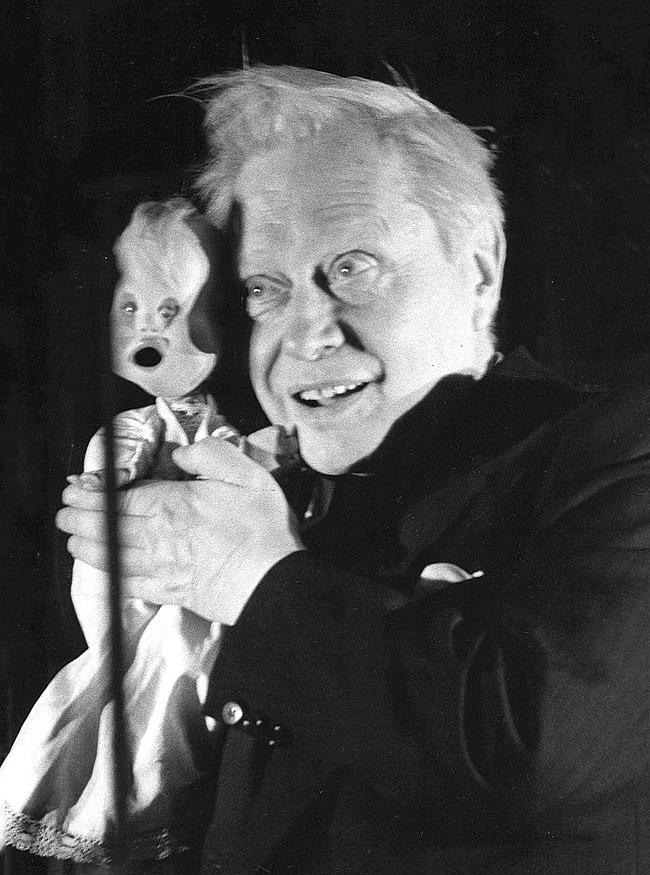
Sergej Obraztsov
8 mei

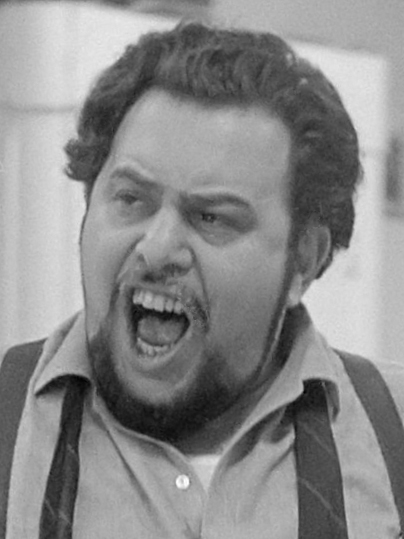
Leonard del Ferro
17 mei

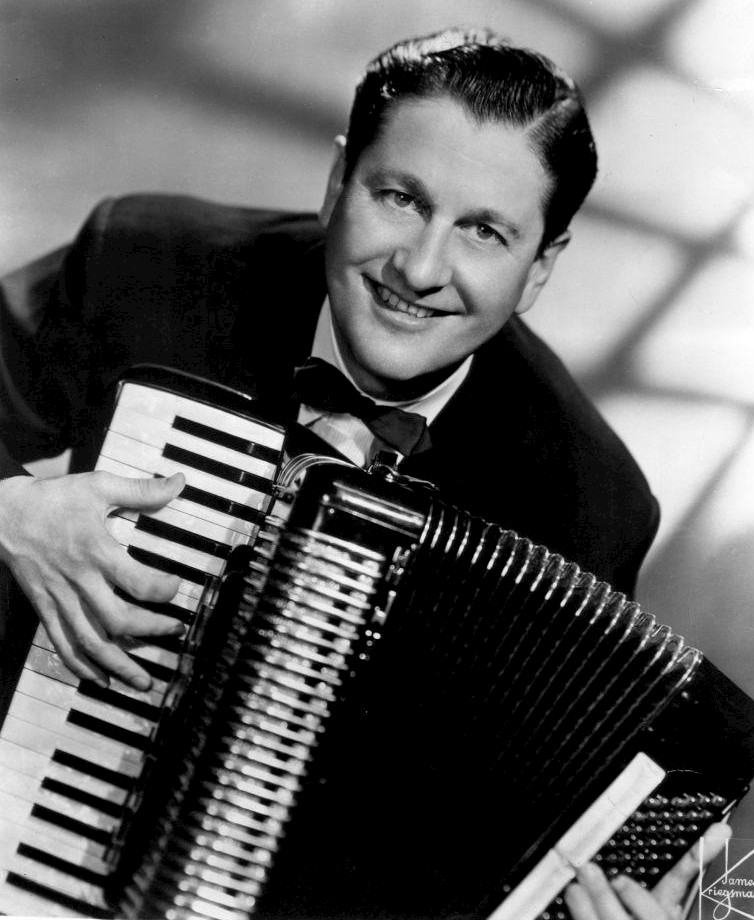
Lawrence Welk
17 mei

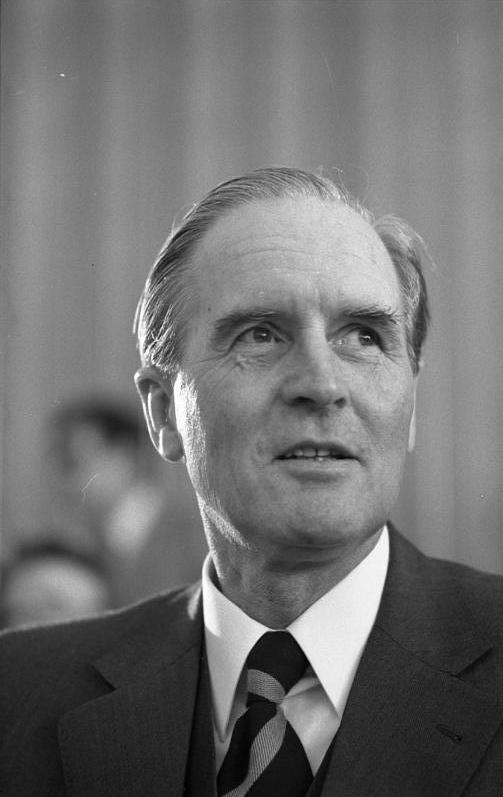
Karl Carstens
30 mei

| 1 | 2 | 3 | 4 | 5 | 6 | 7 | 8 | 9 | 10 | 11 | 12 | 13 | 14 | 15 | 16 | 17 | 18 | 19 | 20 | 21 | 22 | 23 | 24 | 25 | 26 | 27 | 28 | 29 | 30 | 31 |
| - | - | - | - | - | - | - | - | - | -- | -- | -- | -- | -- | -- | -- | -- | -- | -- | -- | -- | -- | -- | -- | -- | -- | -- | -- | -- | -- | -- |

### 3 mei
- Vilma Degischer (80), Oostenrijks actrice
- George Murphy (89), Amerikaans acteur en politicus

### 4 mei
- August Hellemans (84), Belgisch voetballer

### 5 mei
- Jean-Claude Pascal (64), Frans zanger

### 6 mei
- Marlene Dietrich (90), Duits-Amerikaans actrice en zangeres
- Gaston Reiff (71), Belgisch atleet

### 7 mei
- Jan Schelvis (74), Nederlands verzetsstrijder en militair

### 8 mei
- Sergej Obraztsov (90), Russisch poppenspeler
- Otto Šimánek (67), Tsjechisch acteur

### 12 mei
- Lenny Montana (66), Amerikaans acteur
- Wanda Rutkiewicz (59), Pools bergbeklimster
- Christian de Saint Hubert (65), Belgisch diplomaat en maritiem historicus

### 13 mei
- Rudy Albert Blatt (79), Duits verzetsstrijder
- Bart Zoet (49), Nederlands wielrenner

### 14 mei
- Émile Carrara (67), Frans wielrenner

### 15 mei
- Bas Bosman (88), Nederlands ontwerper van windmolens

### 16 mei
- Marisa Mell (53), Oostenrijks actrice
- Jaap Stenger (84), Nederlands roeier

### 17 mei
- Leonard del Ferro (71), Nederlands operazanger en zangpedagoog
- Lawrence Welk (89), Amerikaans muzikant en televisiepersoonlijkheid

### 18 mei
- Salvador Nava (78), Mexicaans politicus
- Marshall Thompson (66), Amerikaans acteur

### 19 mei
- Cor Vos (90), Nederlands sieraadontwerper

### 20 mei
- Giovanni Colombo (89), Italiaans kardinaal
- Alicia Vergel (64), Filipijns actrice

### 22 mei
- Zellig Harris (82), Amerikaans taalkundige
- György Ránki (84), Hongaars componist

### 23 mei
- Giovanni Falcone (63), Italiaans rechter en maffiabestrijder
- Denis Nicolas (81), Belgisch componist en dirigent
- Atahualpa Yupanqui (84), Argentijns zanger en schrijver

### 24 mei
- Francis Bacon (87), Brits ingenieur
- Carmen Jonckheere (40), Belgisch actrice

### 25 mei
- Endre Győrfi (72), Hongaars waterpolospeler
- Philip Habib (72), Amerikaans diplomaat
- Johan Polak (63), Nederlands uitgever

### 26 mei
- A.M.H.E. van Aefferden (100), Nederlands burgemeester
- George Morrow (66), Amerikaans jazzmusicus

### 27 mei
- Alfonso Matrella (78), Italiaans componist
- Daniël Robberechts (55), Belgisch schrijver

### 29 mei
- Lorenzo Tañada (93), Filipijns senator

### 30 mei
- Karl Carstens (77), Duits politicus

### 31 mei
- Henri Moreau de Melen (89), Belgisch politicus
- Dieter Puschel (52), Duits wielrenner

## Juni

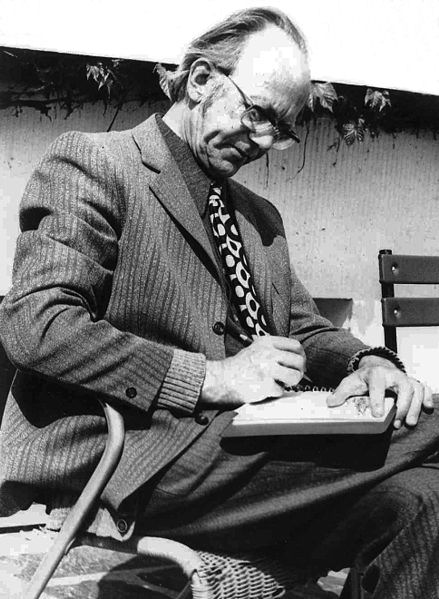
Herman Divendal
4 juni

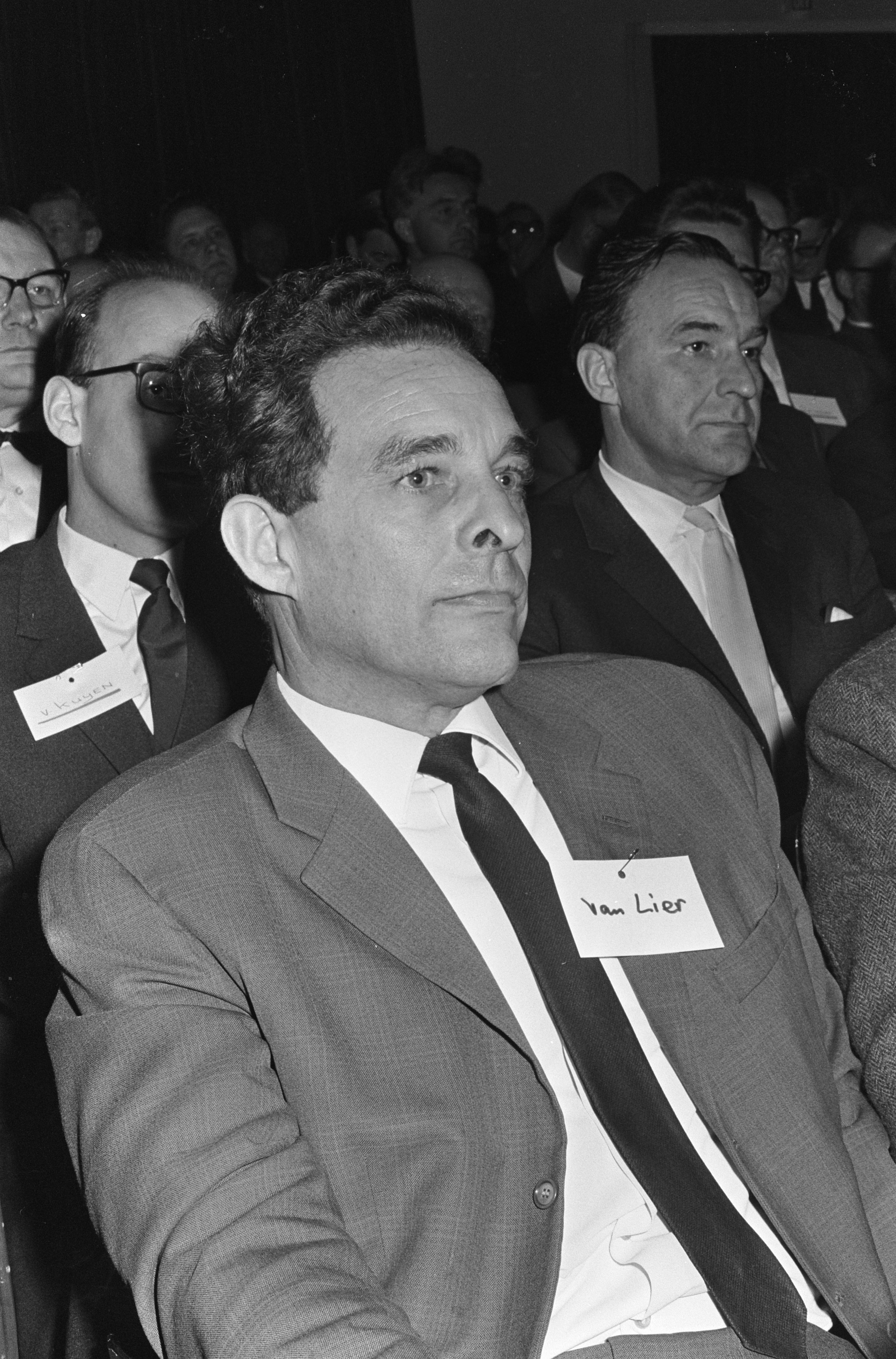
Theo van Lier
6 juni

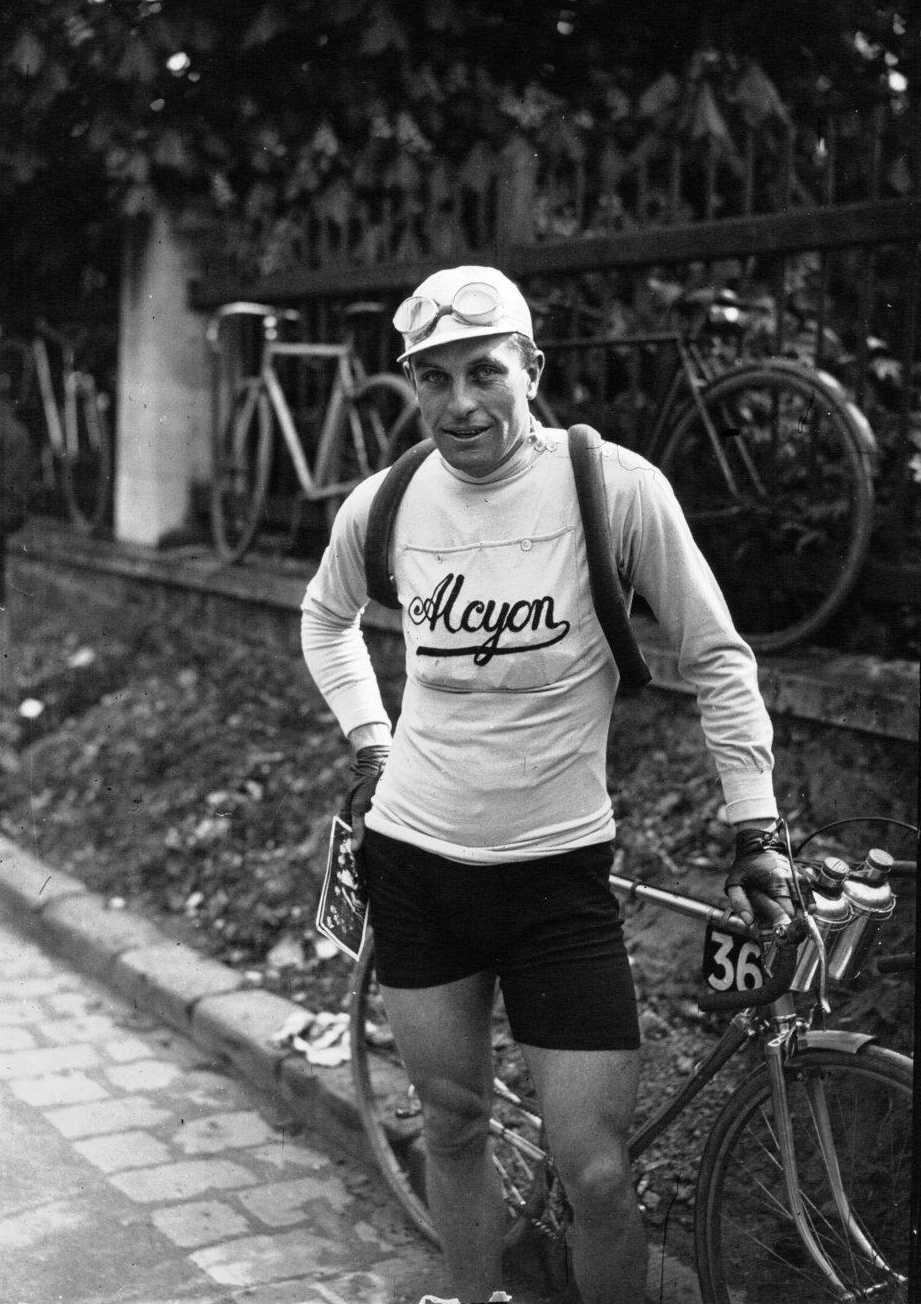
Jean Aerts
15 juni

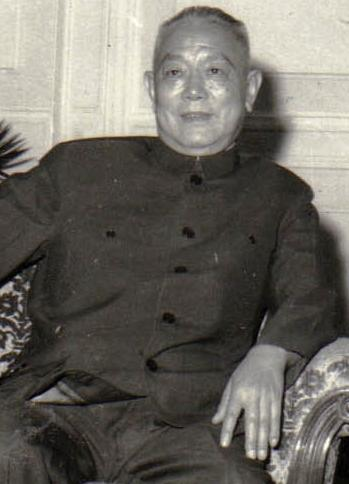
Li Xiannian
21 juni

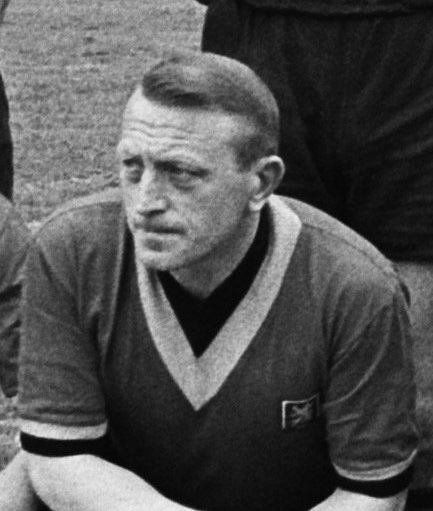
Victor Lemberechts
24 juni

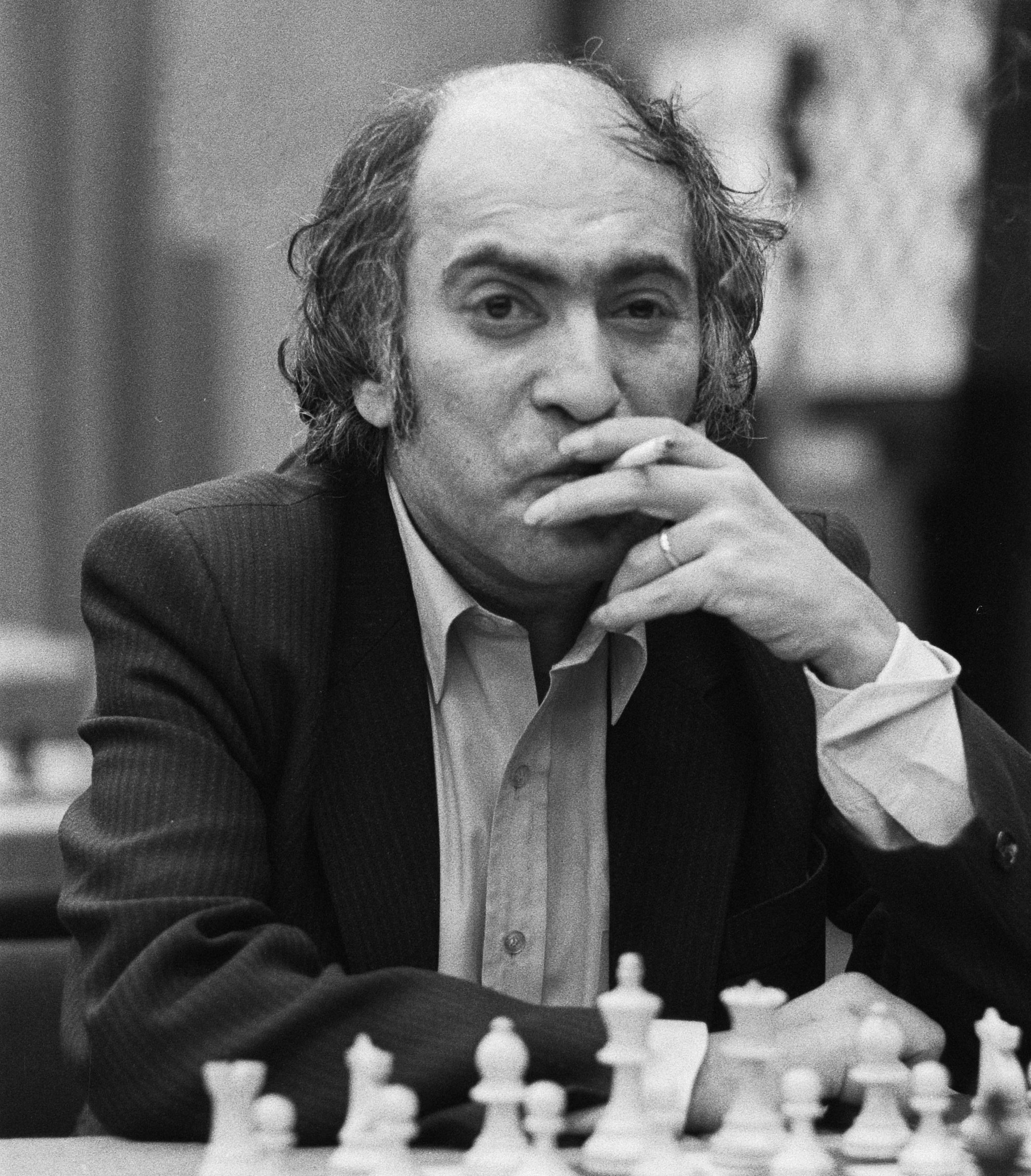
Michail Tal
28 juni

| 1 | 2 | 3 | 4 | 5 | 6 | 7 | 8 | 9 | 10 | 11 | 12 | 13 | 14 | 15 | 16 | 17 | 18 | 19 | 20 | 21 | 22 | 23 | 24 | 25 | 26 | 27 | 28 | 29 | 30 |
| - | - | - | - | - | - | - | - | - | -- | -- | -- | -- | -- | -- | -- | -- | -- | -- | -- | -- | -- | -- | -- | -- | -- | -- | -- | -- | -- |

### 2 juni
- Albrecht Fredrik Calkoen (78), Nederlands diplomaat
- Philip Dunne (84), Amerikaans regisseur

### 3 juni
- Ettore Campogalliani (88), Italiaans componist
- Robert Morley (84), Brits acteur

### 4 juni
- Herman Divendal (78), Nederlands schrijver
- Geezil Minerve (70), Cubaans saxofonist en fluitist

### 5 juni
- Laurence Naismith (83), Brits acteur
- Josef Neckermann (79), Duits ruiter

### 6 juni
- Theo van Lier (76), Nederlands verzetsstrijder en politicus

### 8 juni
- Farag Foda (46), Egyptisch islamitisch denker en columnist
- Alfred Uhl (83), Oostenrijks componist

### 9 juni
- Hans Heyting (73), Nederlands Drentstalig schrijver en dichter
- Big Miller (69), Amerikaans blueszanger

### 10 juni
- Morris Kline (84), Amerikaans wiskundige
- O.F.A.H. van Nispen tot Pannerden (85), Nederlands bestuurder
- Albert Parisis (81), Belgisch politicus
- Nat Pierce (66), Amerikaans jazzmusicus

### 11 juni
- Willy Declerck (47), Belgisch politicus

### 15 juni
- Jean Aerts (84), Belgisch wielrenner
- Leo Halle (86), Nederlands voetballer

### 16 juni
- Joris Diels (89), Belgisch acteur en regisseur

### 17 juni
- Herman De Cuyper (87), Belgisch beeldend kunstenaar

### 18 juni
- Peter Allen (48), Australisch liedjesschrijver en entertainer

### 21 juni
- Joan Fuster i Ortells (69), Spaans schrijver
- Li Xiannian (82), Chinees politicus

### 22 juni
- István Szívós sr. (71), Hongaars waterpolospeler en zwemmer

### 23 juni
- Leon Pringels (90), Belgisch kunstschilder

### 24 juni
- Jean Delarge (99), Belgisch atleet
- Victor Lemberechts (68), Belgisch voetballer

### 25 juni
- James Stirling (66), Brits architect

### 26 juni
- Hellun Zelluf (31), Nederlands travestie-act en homorechtenactivist
- Buddy Rogers (71), Amerikaans professioneel worstelaar

### 27 juni
- Dirk van Doorn (83), Nederlands burgemeester

### 28 juni
- Peter Hirt (82), Zwitsers autocoureur
- Joseph Liebgott (77), Amerikaans militair
- Michail Tal (55), Lets schaker

### 30 juni
- Jan Aler (81), Nederlands estheticus en cultuurfilosoof
- Jan van Heteren (75), Nederlands waterpolospeler
- Uncle Elmer (54), Amerikaans professioneel worstelaar

## Juli

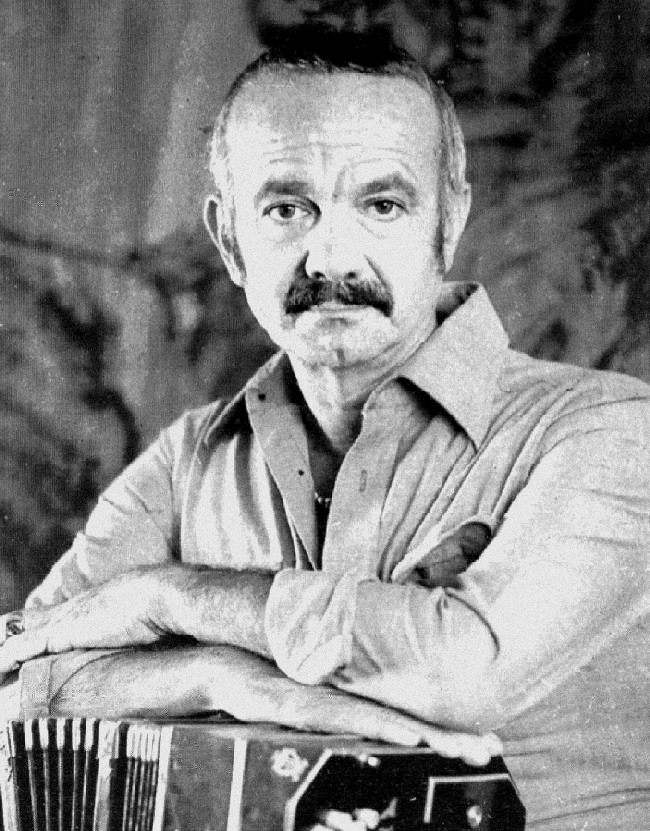
Ástor Piazzolla
4 juli

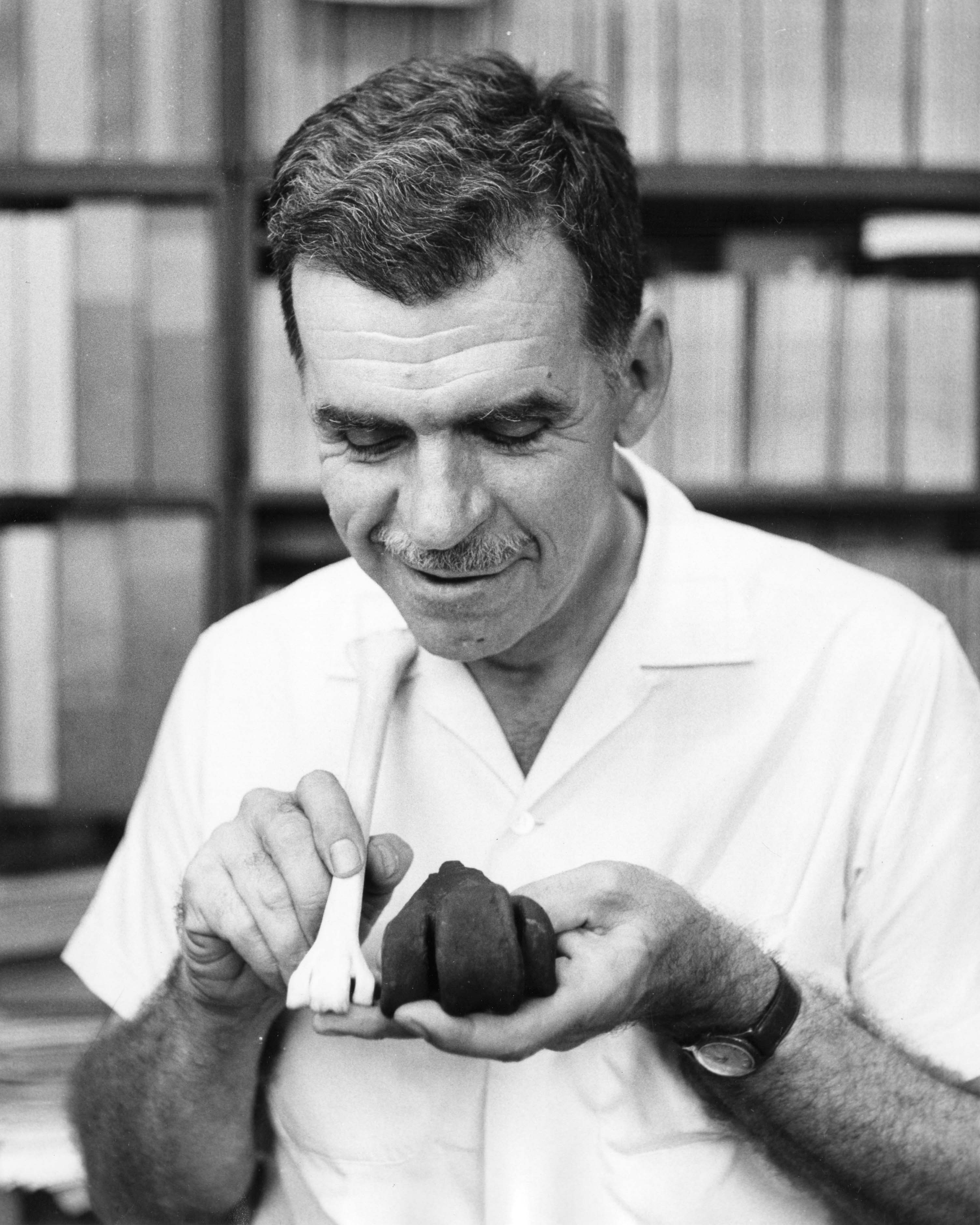
Pierce Brodkorb
19 juli

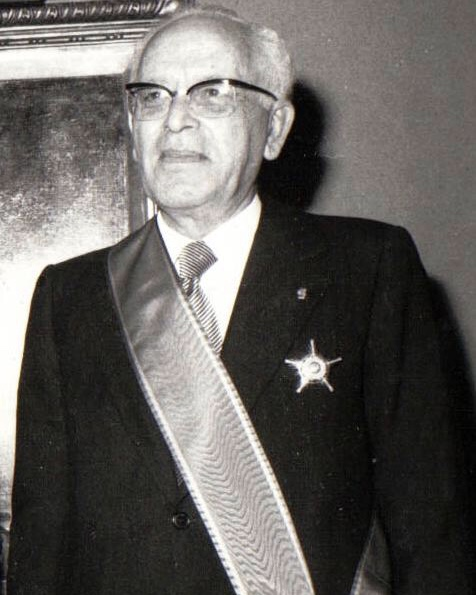
Suleiman Franjieh
23 juli

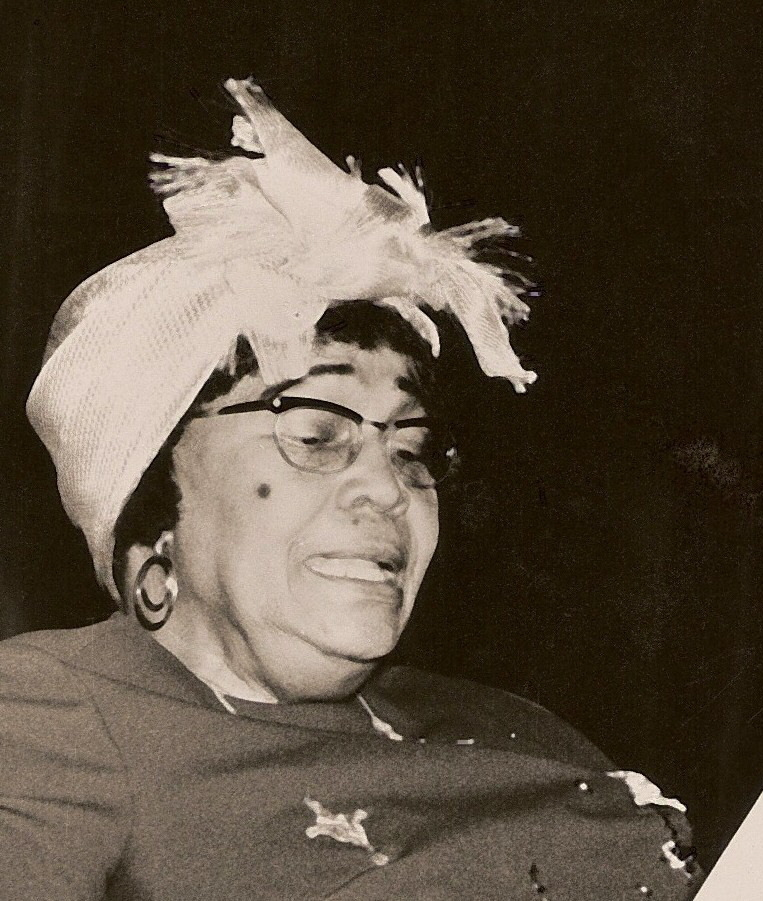
Johanna Schouten-Elsenhout
23 juli

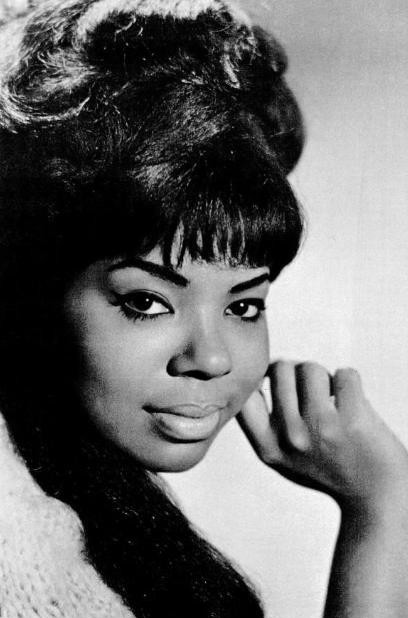
Mary Wells
26 juli

| 1 | 2 | 3 | 4 | 5 | 6 | 7 | 8 | 9 | 10 | 11 | 12 | 13 | 14 | 15 | 16 | 17 | 18 | 19 | 20 | 21 | 22 | 23 | 24 | 25 | 26 | 27 | 28 | 29 | 30 | 31 |
| - | - | - | - | - | - | - | - | - | -- | -- | -- | -- | -- | -- | -- | -- | -- | -- | -- | -- | -- | -- | -- | -- | -- | -- | -- | -- | -- | -- |

### 2 juli
- Camarón de la Isla (41), Spaans flamencozanger

### 3 juli
- Luigi Marchisio (83), Italiaans wielrenner
- Jaap Valkhoff (81), Nederlands musicus, componist en tekstschrijver

### 4 juli
- Ástor Piazzolla (71), Argentijns tanguero, bandoneonist en componist

### 5 juli
- Otto Bruderer (71), Zwitsers politicus

### 6 juli
- Jan van der Waart (77), Nederlands componist

### 7 juli
- Josy Barthel (65), Luxemburgs atleet en politicus
- Ruurd Faber (79), Nederlands burgemeester
- Maria Nagels (89), Belgisch syndicaliste en bestuurster

### 8 juli
- Maurice Petit (73), Belgisch politicus

### 10 juli
- Albert Pierrepoint (87), Brits beul

### 11 juli
- Gerard Héman (77), Nederlands beeldhouwer
- William Vandergucht (49), Belgisch crimineel
- Deng Yingchao (88), Chinees politica

### 14 juli
- Percival Griffiths (93), Brits schrijver
- Henk van der Molen (71), Nederlands gitarist en componist

### 17 juli
- Hilaire De fauw (69), Belgisch politicus

### 18 juli
- Giuseppe Paupini (85), Italiaans kardinaal
- Jan Pelleboer (68), Nederlands meteoroloog

### 19 juli
- Pierce Brodkorb (83), Amerikaans ornitholoog
- Paolo Borsellino (52), Italiaans rechter en maffiabestrijder
- Bert Brugman (95), Nederlands poppenspeler
- Heinz Galinski (79), Duits holocaustoverlevende en bestuurder
- Allen Newell (65), Amerikaans informaticus

### 20 juli
- George Novack (86), Amerikaans activist en publicist

### 21 juli
- Mario Boyé (69), Argentijns voetballer

### 23 juli
- Suleiman Franjieh (82), Libanees politicus
- Johanna Schouten-Elsenhout (82), Surinaams dichteres
- Rosemary Sutcliff (71), Brits schrijfster

### 24 juli
- Arletty (94), Frans actrice, zangeres en fotomodel
- Raoul Van Spitael (78), Belgisch politicus

### 26 juli
- Mary Wells (49), Amerikaans zangeres

### 29 juli
- Marcel Janssens (60), Belgisch wielrenner
- William James Mathias (57), Brits componist
- Ed Ocampo (53), Filipijnse basketbalspeler en -coach

### 30 juli
- Joe Shuster (78), Amerikaans stripauteur
- Brenda Marshall (76), Amerikaans actrice

### 31 juli
- Jean Donnay (95), Belgisch kunstschilder

## Augustus

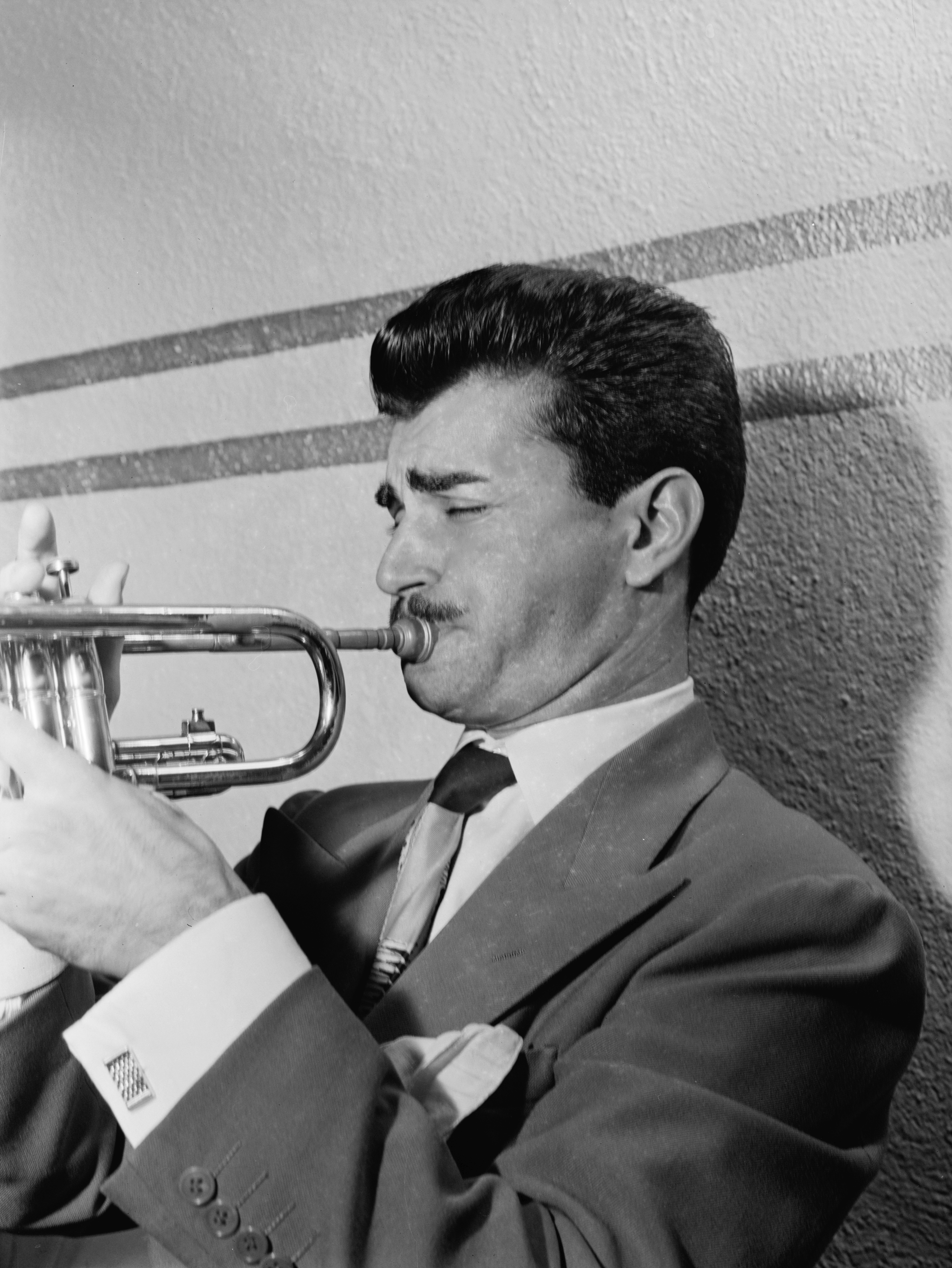
Chico Alvarez
1 augustus

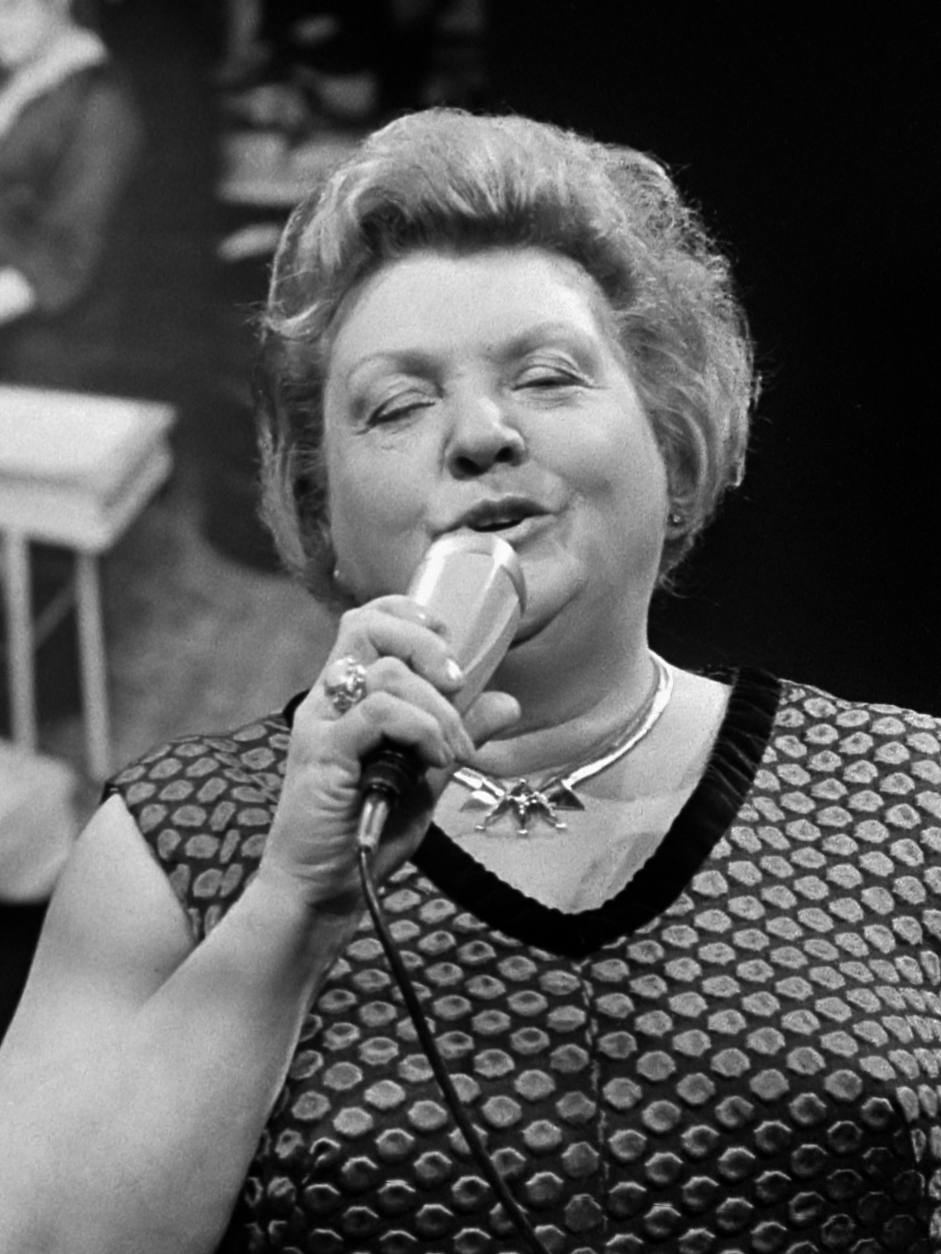
Tante Leen
5 augustus

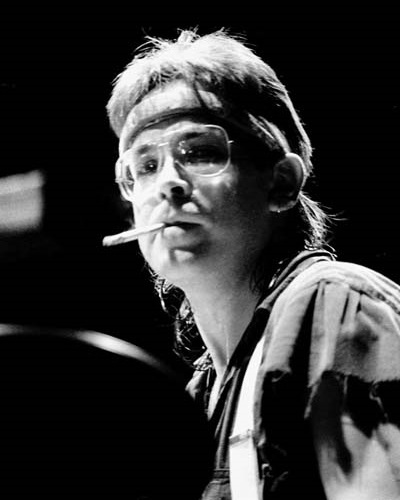
Jeff Porcaro
5 augustus

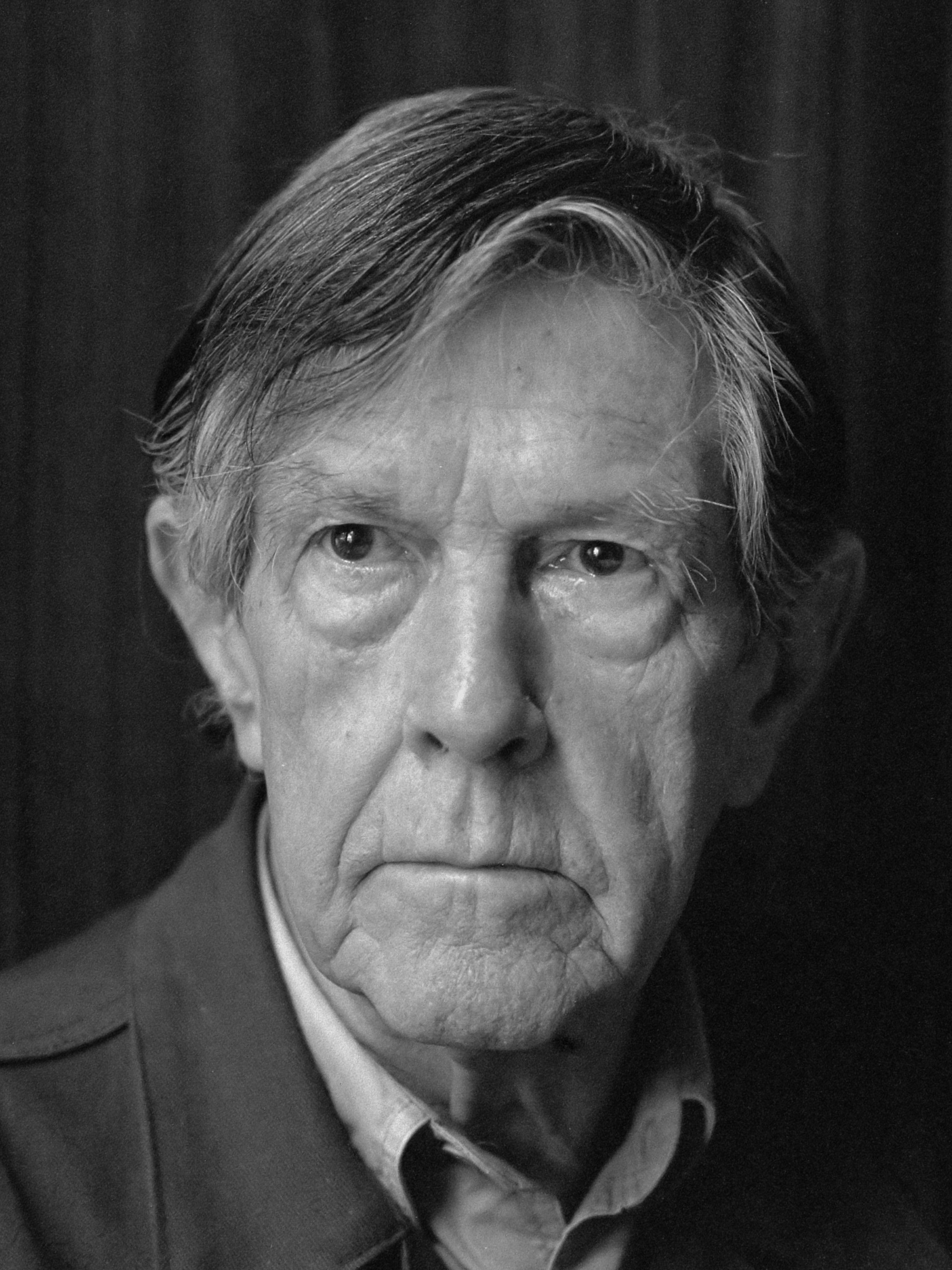
John Cage
12 augustus

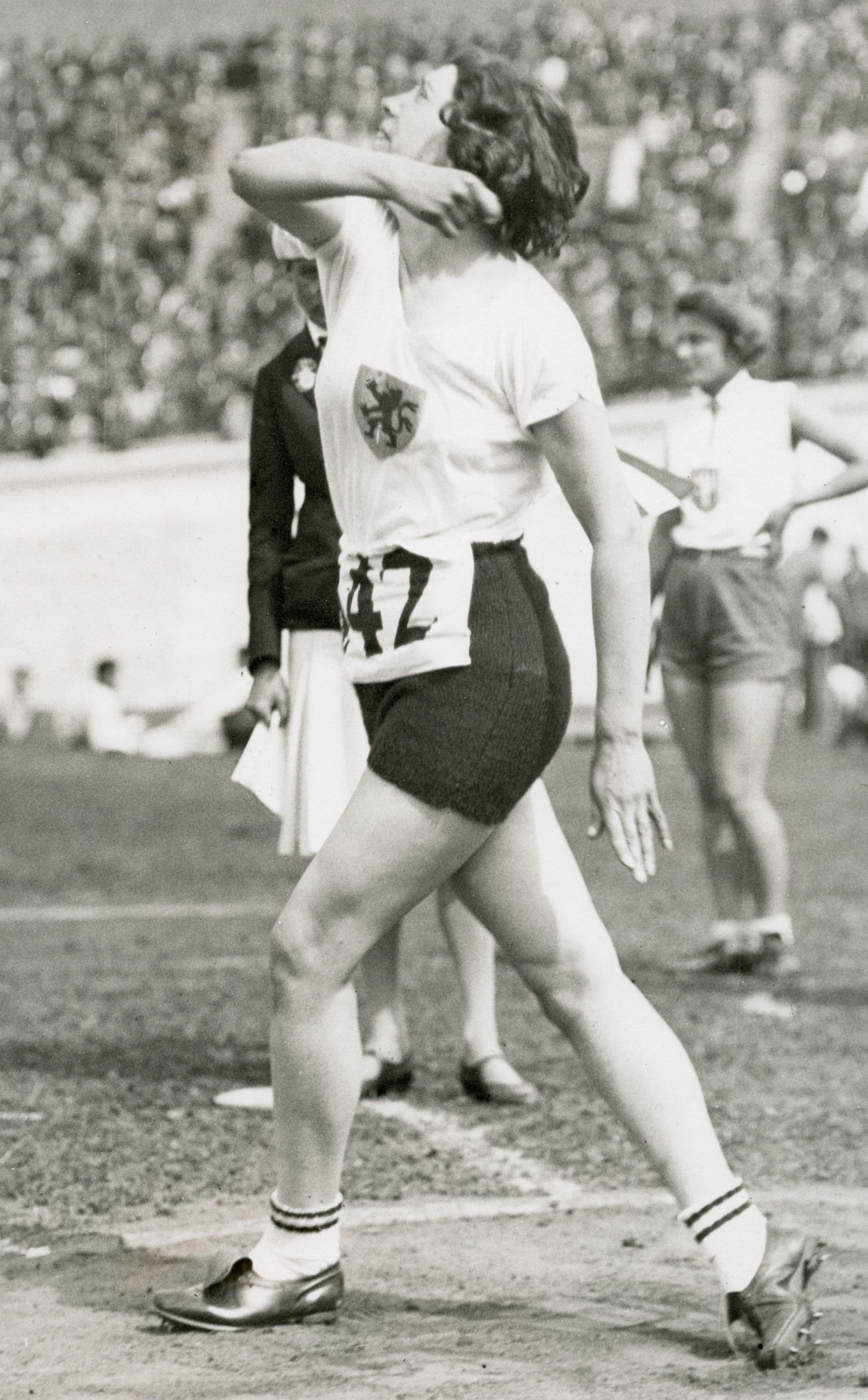
Bets Dekens
13 augustus

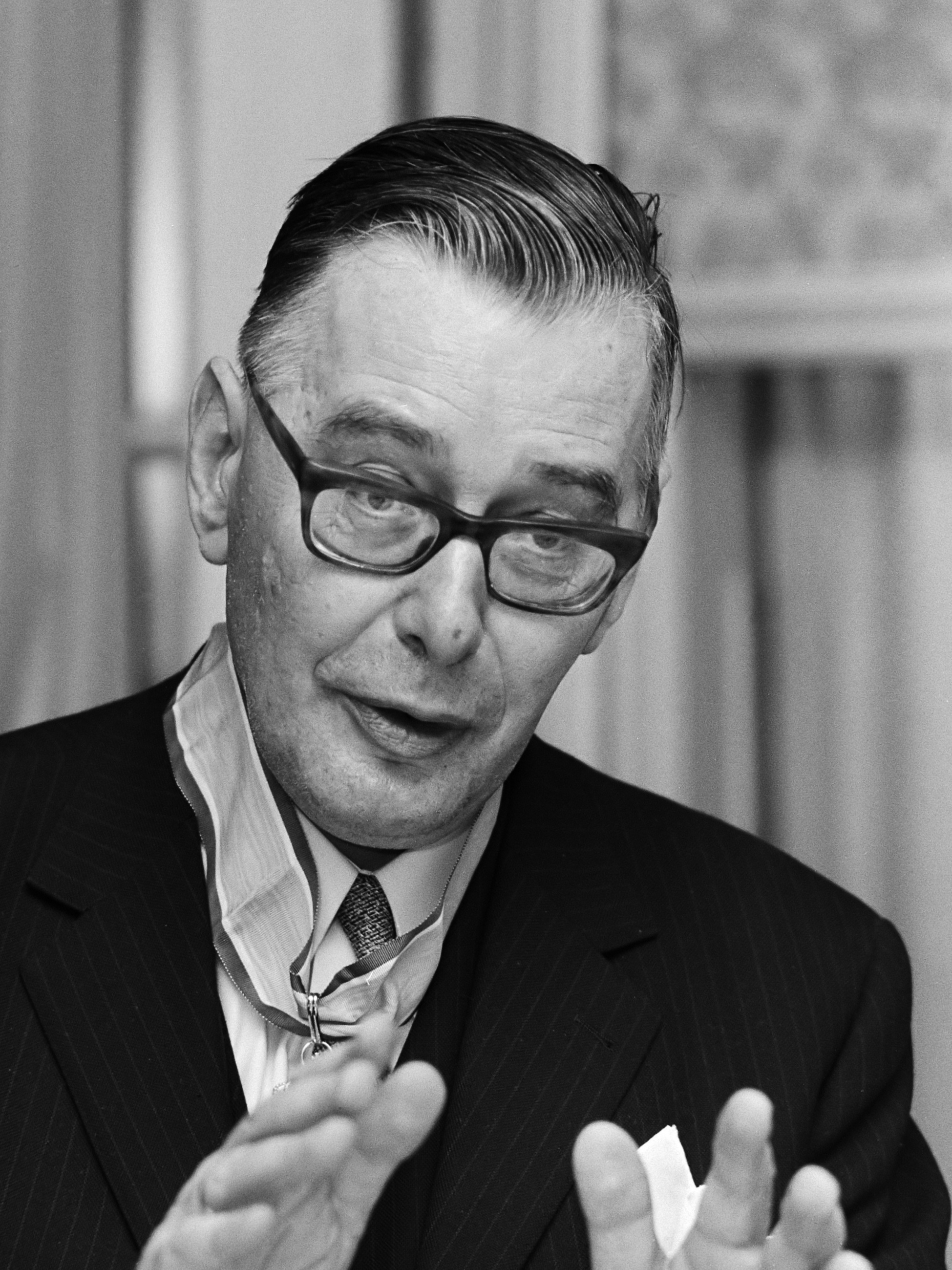
André Donner
24 augustus

| 1 | 2 | 3 | 4 | 5 | 6 | 7 | 8 | 9 | 10 | 11 | 12 | 13 | 14 | 15 | 16 | 17 | 18 | 19 | 20 | 21 | 22 | 23 | 24 | 25 | 26 | 27 | 28 | 29 | 30 | 31 |
| - | - | - | - | - | - | - | - | - | -- | -- | -- | -- | -- | -- | -- | -- | -- | -- | -- | -- | -- | -- | -- | -- | -- | -- | -- | -- | -- | -- |

### 1 augustus
- Chico Alvarez (72), Amerikaans jazzmusicus

### 2 augustus
- Michel Berger (44), Frans zanger en liedjesschrijver

### 3 augustus
- Wang Hongwen (57), Chinees politicus

### 4 augustus
- František Tomášek (93), Tsjechisch kardinaal

### 5 augustus
- Tante Leen (80), Nederlands volkszangeres
- Jeff Porcaro (38), Amerikaans drummer

### 6 augustus
- Gideon Kruseman (87), Nederlands bioloog

### 8 augustus
- Jan Merckx (68), Belgisch journalist en ondernemer
- Adriaan Zijlmans (78), Nederlands militair

### 9 augustus
- Jan van Baal (82), Nederlands bestuurder

### 10 augustus
- Annisteen Allen (71), Amerikaans blueszangeres
- Aribert Heim (78), Oostenrijks medicus en oorlogsmisdadiger

### 12 augustus
- Gijs Boot (78), Nederlands bestuurder en politicus
- Beverley Brooks (63), Brits filmactrice
- John Cage (79), Amerikaans componist

### 13 augustus
- Bets Dekens (85), Nederlands atlete
- Jan Elburg (72), Nederlands dichter

### 14 augustus
- Immy Schell (57), Oostenrijks actrice
- Piet de Vries (95), Nederlands architect

### 15 augustus
- Giorgio Perlasca (82), Italiaans diplomaat en verzetsstrijder
- Alex Rosemeier (104), Nederlands kunstschilder

### 16 augustus
- Wim Lambrechts (25), Belgisch wielrenner

### 17 augustus
- Jan Felix (73), Belgisch politicus
- Al Parker (40), Amerikaans pornoacteur
- Tecla San Andres-Ziga (85), Filipijns jurist en politicus

### 18 augustus
- Jan Kooistra (54), Nederlands dichter
- Chris McCandless (24), Amerikaans avonturier (overlijdensdatum niet exact bekend)
- John Sturges (82), Amerikaans regisseur

### 19 augustus
- Feliks Arons (48), Nederlands acteur en regisseur

### 24 augustus
- André Donner (74), Nederlands rechtsgeleerde

### 25 augustus
- Jan Gerhard Toonder (78), Nederlands schrijver en dichter

### 26 augustus
- Bob De Moor (66), Belgisch striptekenaar
- Daniel Gorenstein (69), Amerikaans wiskundige

### 27 augustus
- Max Stiepl (78), Oostenrijks schaatser
- Steven G. Vandenberg (77), Nederlands-Amerikaans gedragsgeneticus

### 29 augustus
- Félix Guattari (62), Frans psychoanalyticus en sociaal filosoof
- Ludovic Moyersoen (88), Belgisch politicus
- Henricus Rol (86), Nederlands grafisch kunstenaar

### 31 augustus
- Alfred Bonjean (90), Belgisch politicus
- Wolfgang Güllich (31), Duits bergbeklimmer
- Hans Wimmer (85), Duits beeldhouwer en tekenaar

## September

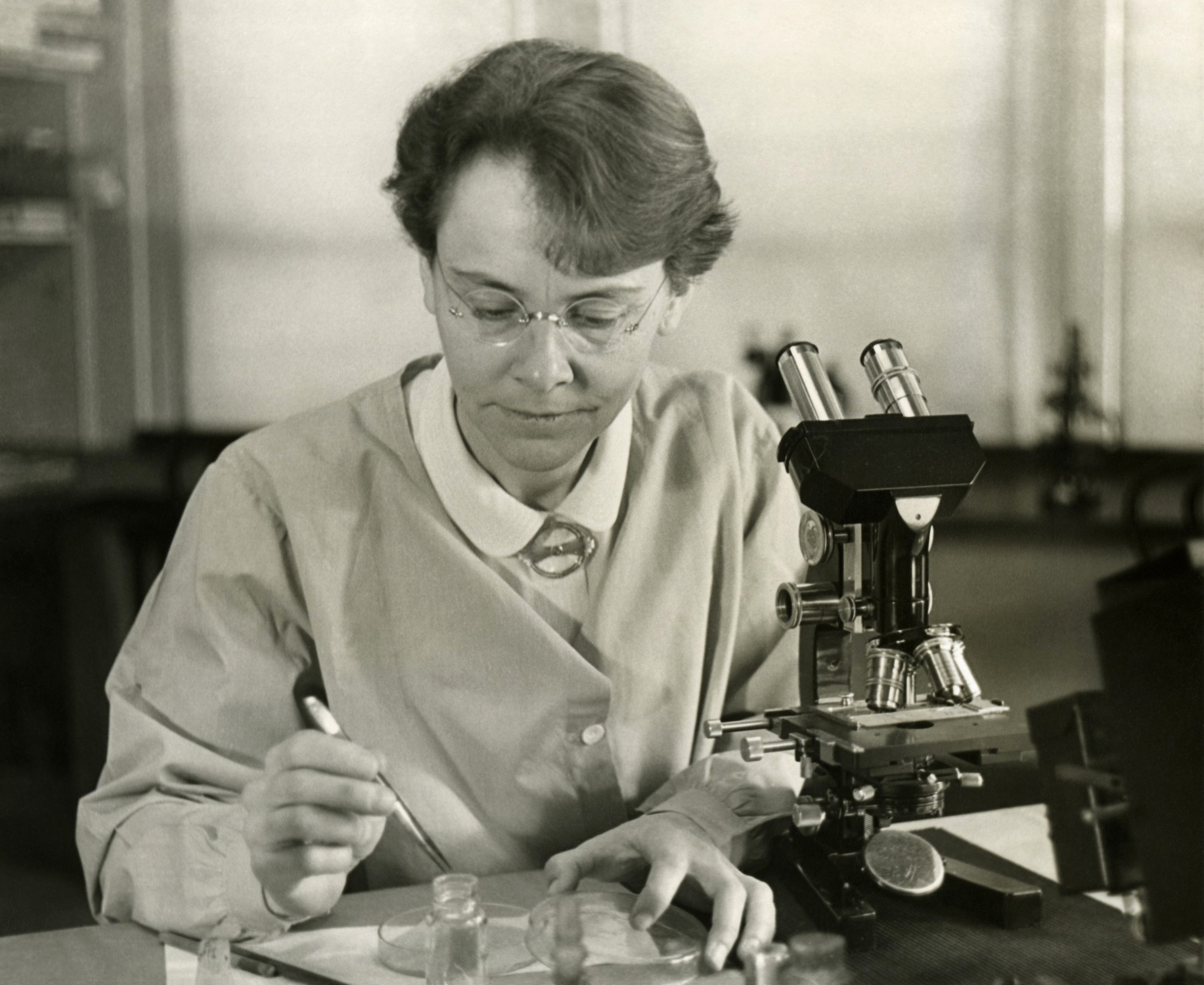
Barbara McClintock
2 september

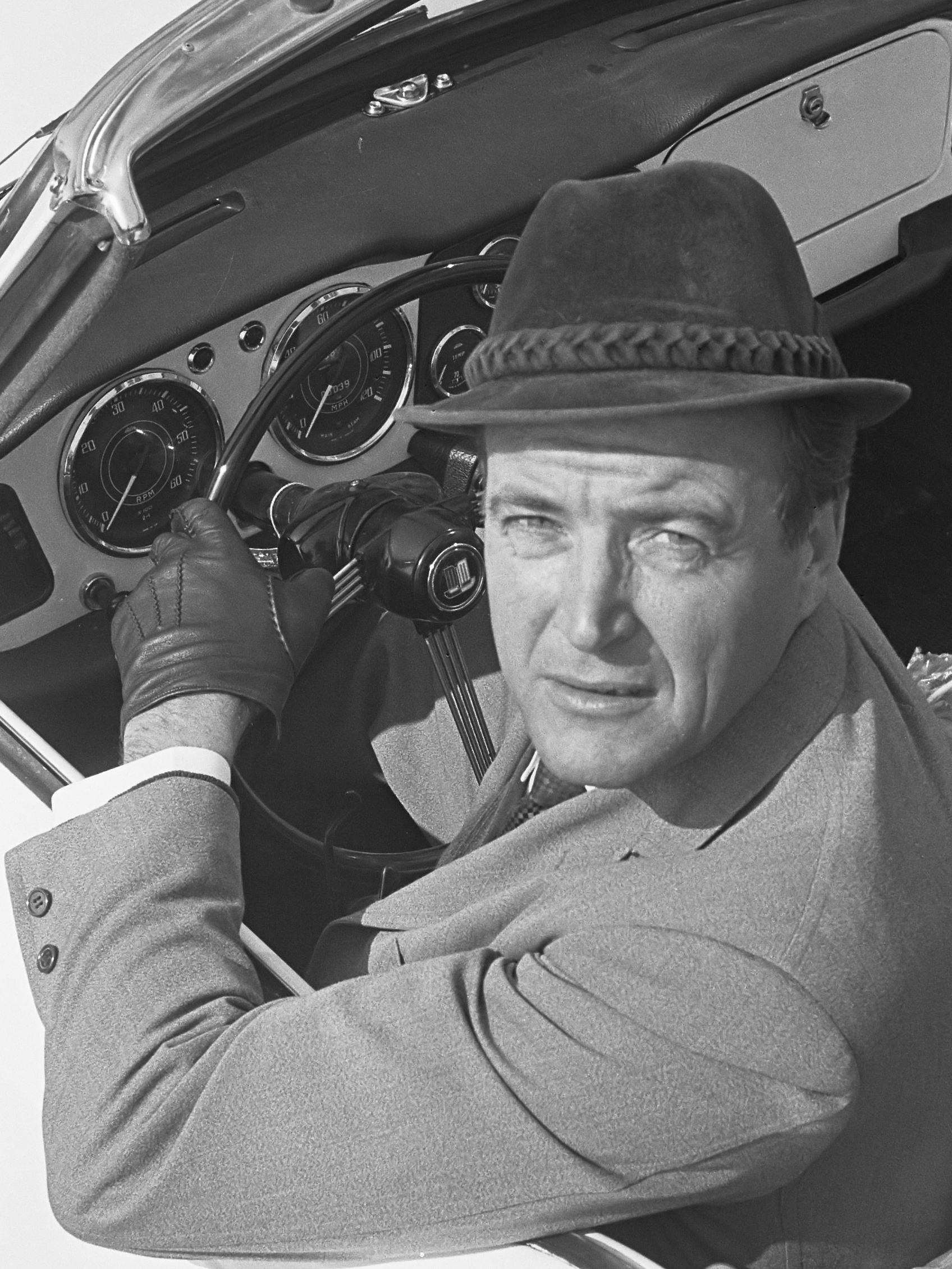
John van Dreelen
4 september

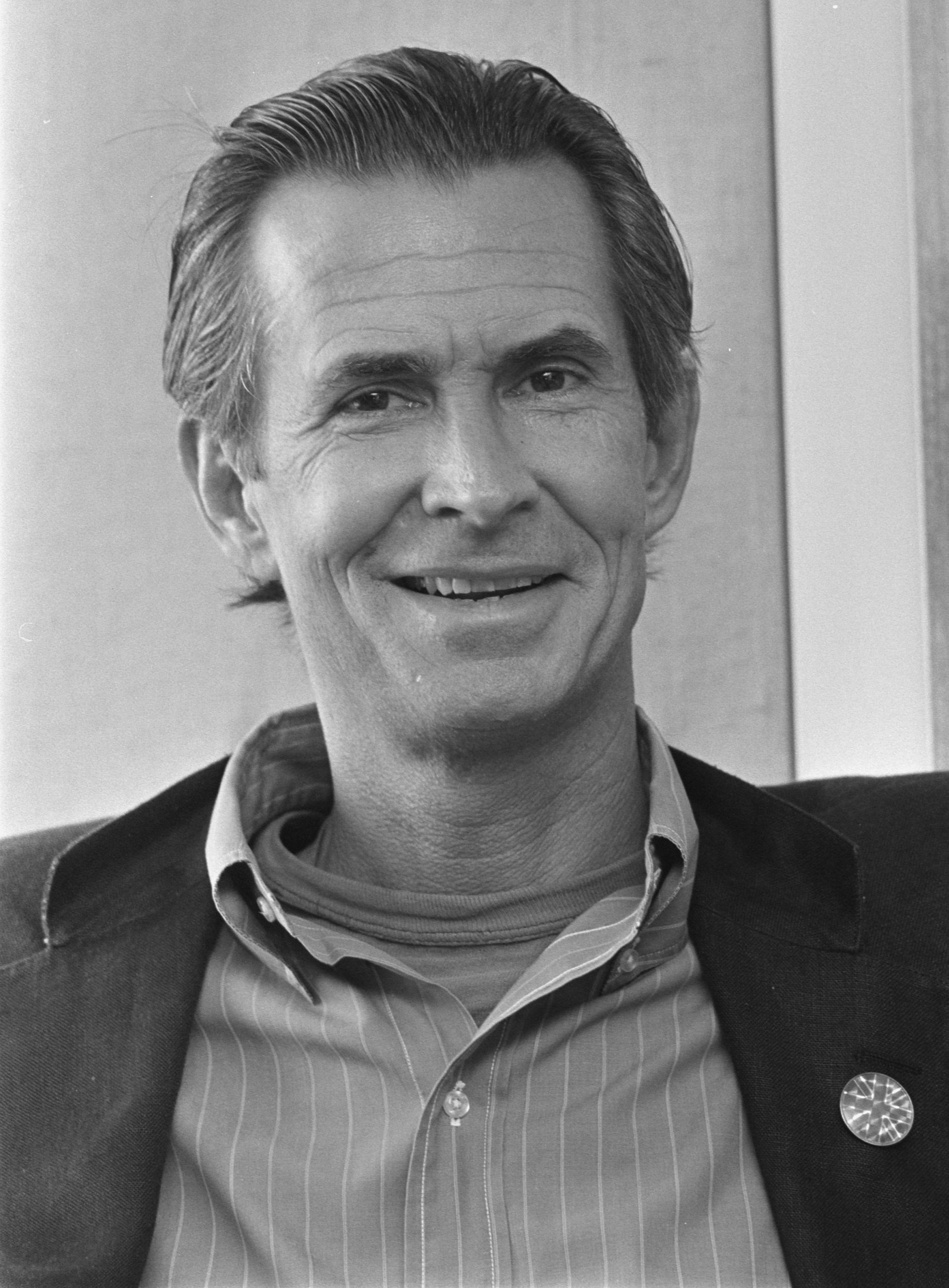
Anthony Perkins
12 september

Paul Jabara
29 september

| 1 | 2 | 3 | 4 | 5 | 6 | 7 | 8 | 9 | 10 | 11 | 12 | 13 | 14 | 15 | 16 | 17 | 18 | 19 | 20 | 21 | 22 | 23 | 24 | 25 | 26 | 27 | 28 | 29 | 30 |
| - | - | - | - | - | - | - | - | - | -- | -- | -- | -- | -- | -- | -- | -- | -- | -- | -- | -- | -- | -- | -- | -- | -- | -- | -- | -- | -- |

### 1 september
- Robert Maréchal (72), Belgisch politicus

### 2 september
- Barbara McClintock (90), Amerikaans botanicus, cytogeneticus

### 3 september
- Cesar Bengzon (96), Filipijns rechter
- Johannes van Capel (108), oudste man van Nederland
- Joseph Rauh (81), Amerikaans advocaat

### 4 september
- John van Dreelen (70), Nederlands acteur
- Louis Kiebooms (89), Belgisch politicus

### 5 september
- Karel De Schrijver (84), Belgisch componist
- Fritz Leiber (81), Amerikaans schrijver
- Jan Ros (78), Nederlands dirigent en trompettist

### 6 september
- Johannes Petrus Laro (65), Nederlands componist

### 7 september
- Indra Kamadjojo (85), Nederlands danser
- Johannes Adrianus Zoet (83), Nederlands schermer

### 8 september
- Jan Vriends (90), Nederlands bioloog

### 12 september
- Jaap van der Gouw (77), Nederlands historicus
- Anthony Perkins (60), Amerikaans acteur

### 16 september
- Larbi Ben Barek (75), Marokkaans voetballer
- Dicky Rogmans (67), Nederlands kunstschilderes

### 17 september
- Herivelto Martins (80), Braziliaans componist, zanger, gitarist en acteur
- Ralph Schwarz (25), Nederlands roeier

### 18 september
- Lona Andre (77), Amerikaans actrice
- Gustav Lombard (97), Duits generaal
- Margaretha van Denemarken (97), Deens prinses

### 19 september
- Von Dutch (63), Amerikaans kunstenaar

### 21 september
- Harm Janssen (45), Nederlands burgemeester
- Paul Alfons von Metternich-Winneburg (75), Duits autocoureur en sportbestuurder

### 23 september
- James Van Fleet (100), Amerikaans militair

### 24 september
- Bram Bosschaart (84), Nederlands burgemeester
- Brownie Wise (79), Amerikaanse zakenvrouw

### 25 september
- César Manrique (73), Spaans architect en beeldend kunstenaar

### 26 september
- Aart Anne de Jong (84), Nederlands hoogleraar

### 27 september
- Jacques-Paul Martin (84), Frans kardinaal

### 28 september
- John Leech (66), Amerikaans wiskundige
- Walter Spieler (78), Zwitsers componist

### 29 september
- Paul Jabara (44), Amerikaans liedjesschrijver, acteur en zanger

## Oktober

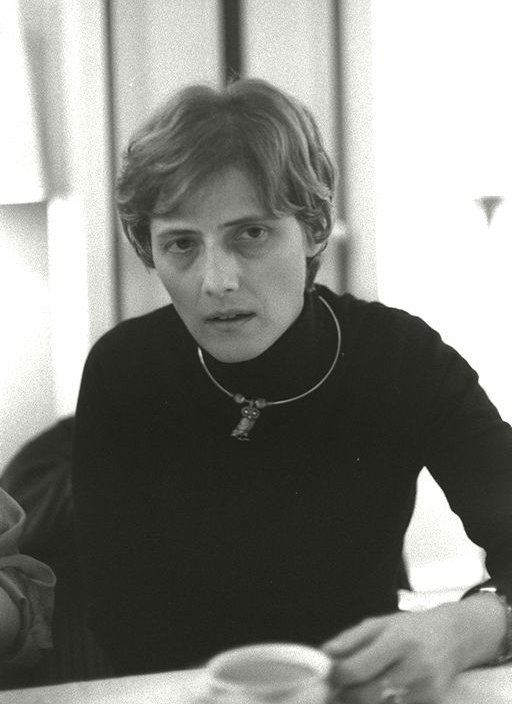
Petra Kelly
1 oktober

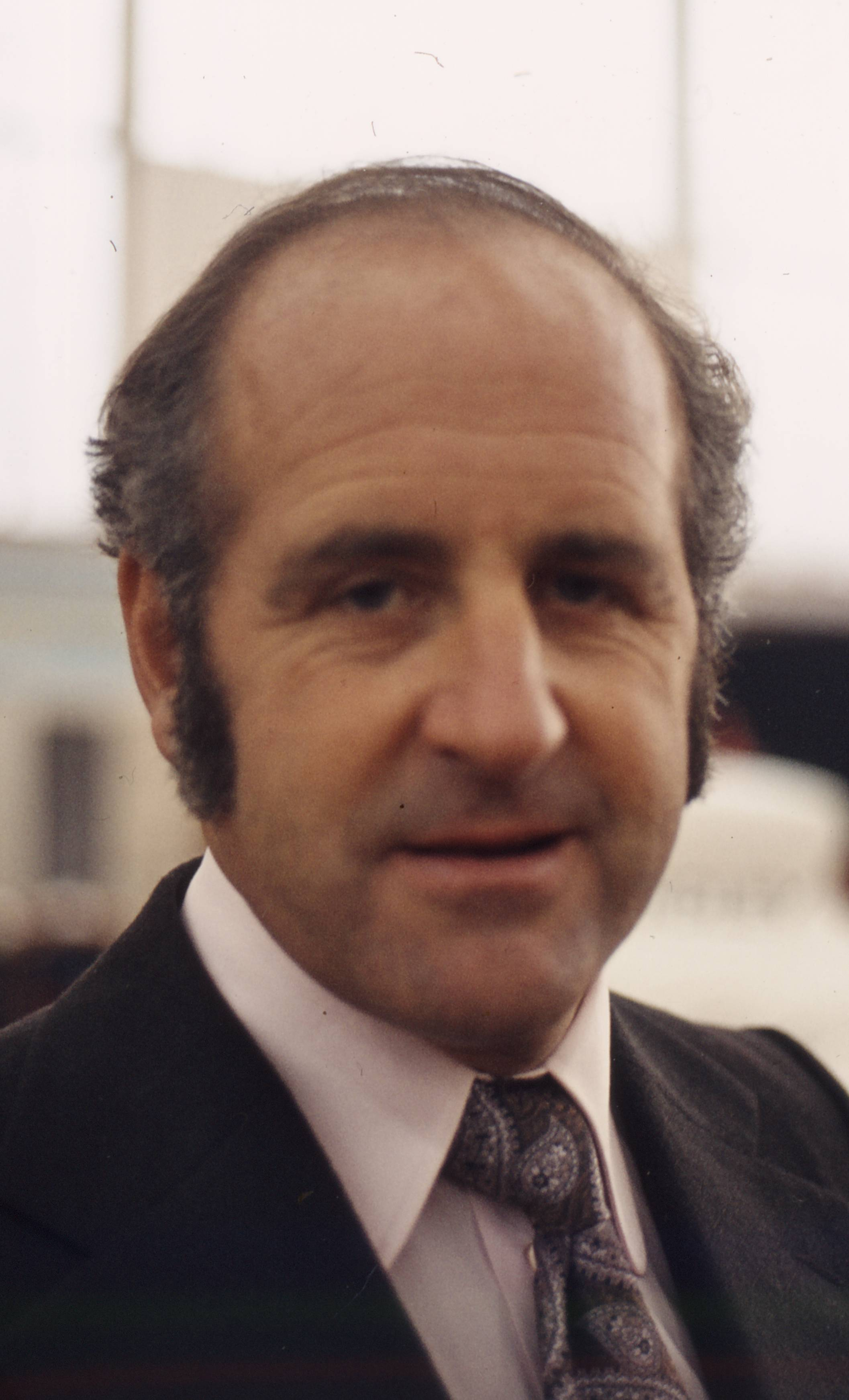
Denny Hulme
4 oktober

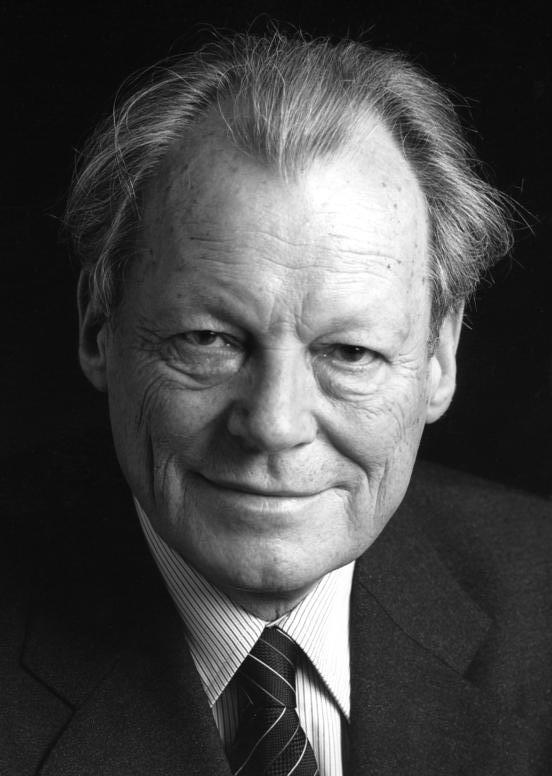
Willy Brandt
8 oktober

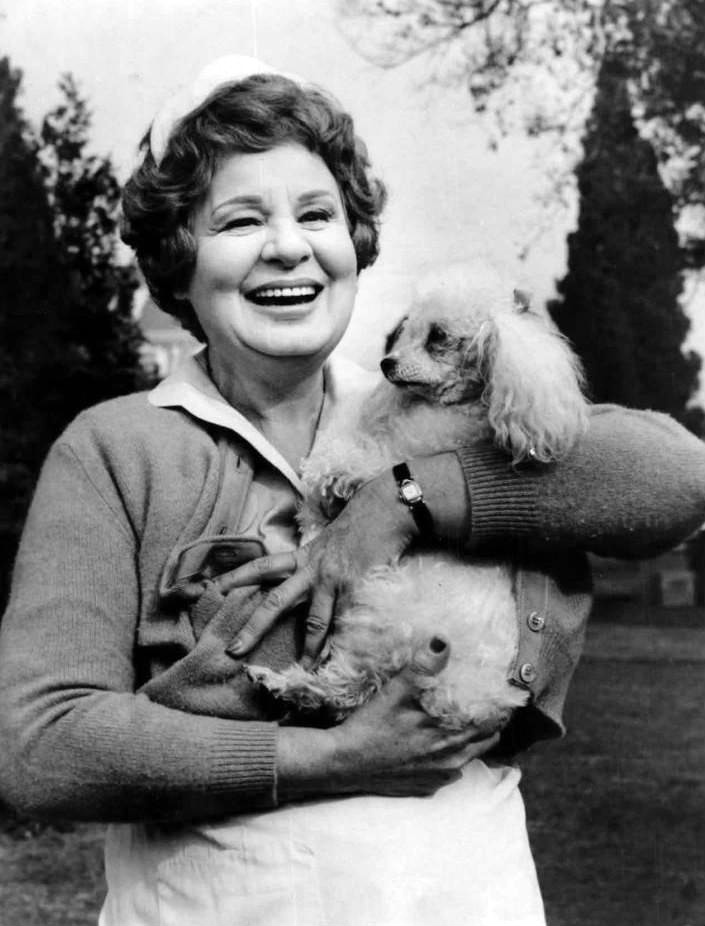
Shirley Booth
16 oktober

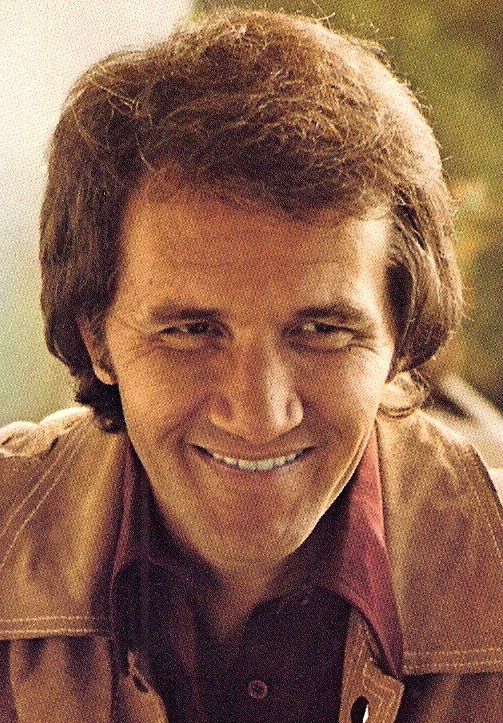
Roger Miller
25 oktober

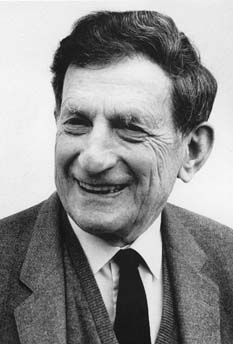
David Bohm
27 oktober

| 1 | 2 | 3 | 4 | 5 | 6 | 7 | 8 | 9 | 10 | 11 | 12 | 13 | 14 | 15 | 16 | 17 | 18 | 19 | 20 | 21 | 22 | 23 | 24 | 25 | 26 | 27 | 28 | 29 | 30 | 31 |
| - | - | - | - | - | - | - | - | - | -- | -- | -- | -- | -- | -- | -- | -- | -- | -- | -- | -- | -- | -- | -- | -- | -- | -- | -- | -- | -- | -- |

### 1 oktober
- Gert Bastian (69), Duits politicus
- Petra Kelly (44), Duits politica
- Bas van den Tempel (87), Nederlands politicus

### 2 oktober
- Jozef Kempeneers (83), Belgisch geestelijke

### 3 oktober
- Federico Dennerlein (56), Italiaans waterpolospeler en zwemmer

### 4 oktober
- Denny Hulme (56), Nieuw-Zeelands autocoureur

### 5 oktober
- Paul Acket (69), Nederlands impresario
- Cees Berkhouwer (73), Nederlands politicus
- Eddie Kendricks (52), Amerikaans zanger
- Appa Sahib (80), Indiaas politicus
- Marc de Smidt (51), Nederlands sociaal geograaf

### 6 oktober
- Peter Diesveld (80), Nederlands verzetsstrijder
- Denholm Elliott (70), Brits acteur
- Geerto Snijder (96), Nederlands oorlogsmisdadiger

### 7 oktober
- Allan Bloom (62), Amerikaans filosoof
- Martin Eichler (80), Duits wiskundige
- Tevfik Esenç (88), laatste spreker van de taal Oebychs
- Wouter Andries van Schaijck (71), Nederlands burgemeester

### 8 oktober
- Nel Bakema (90), Nederlands beeldhouwer en medailleur
- Robert Berdella (43), Amerikaans moordenaar
- Willy Brandt (78), Duits bondskanselier

### 9 oktober
- Kuno Brinks (84), Nederlands grafisch vormgever en tekenaar
- Arthur De Bruyne (80), Belgisch historicus
- Per Olof Sundman (70), Zweeds schrijver en politicus
- Gulian Tutein Nolthenius (88), Nederlands burgemeester

### 10 oktober
- Willem Wittkampf (68), Nederlands journalist

### 11 oktober
- Theo Wolvecamp (67), Nederlands kunstenaar

### 12 oktober
- Alexander Pola (78), Nederlands acteur, tekstschrijver en komiek

### 16 oktober
- Shirley Booth (94), Amerikaans actrice
- Hugo Greebe (76), Nederlands burgemeester

### 17 oktober
- Ton Hasebos (60), Nederlands tekstschrijver en regisseur

### 18 oktober
- Nan Snijders-Oomen (75), Nederlands psychologe

### 19 oktober
- Alvin Stoller (67), Amerikaans jazzmusicus
- Arthur Wint (72), Jamaicaans atleet

### 20 oktober
- Harry Prenen (77), Nederlands dichter, illustrator, journalist en leraar
- Aart Snoek (76), Nederlands politicus

### 21 oktober
- Jim Garrison (70), Amerikaans officier van justitie en publicius
- Roef de Vries (77), Nederlands politicus

### 22 oktober
- Cleavon Little (53), Amerikaans acteur
- André Vandeweyer (83), Belgisch voetballer

### 23 oktober
- Perfecto Artola Prats (87), Spaans componist
- Gen Louis Parchman (63), Amerikaans componist

### 25 oktober
- Roger Miller (56), Amerikaans countryzanger

### 26 oktober
- Paul Eisler (85), Oostenrijks uitvinder

### 27 oktober
- Ivan Andreadis (68), Tsjecho-Slowaaks tafeltennisser
- David Bohm (74), Amerikaans-Brits natuurkundige
- Theo Heisterkamp (53), Nederlands burgemeester
- Adelino da Palma Carlos (87), Portugees politicus

### 30 oktober
- Arie de Froe (85), Nederlands antropoloog en verzetsstrijder
- Joan Mitchell (66), Amerikaans kunstschilderes

## November

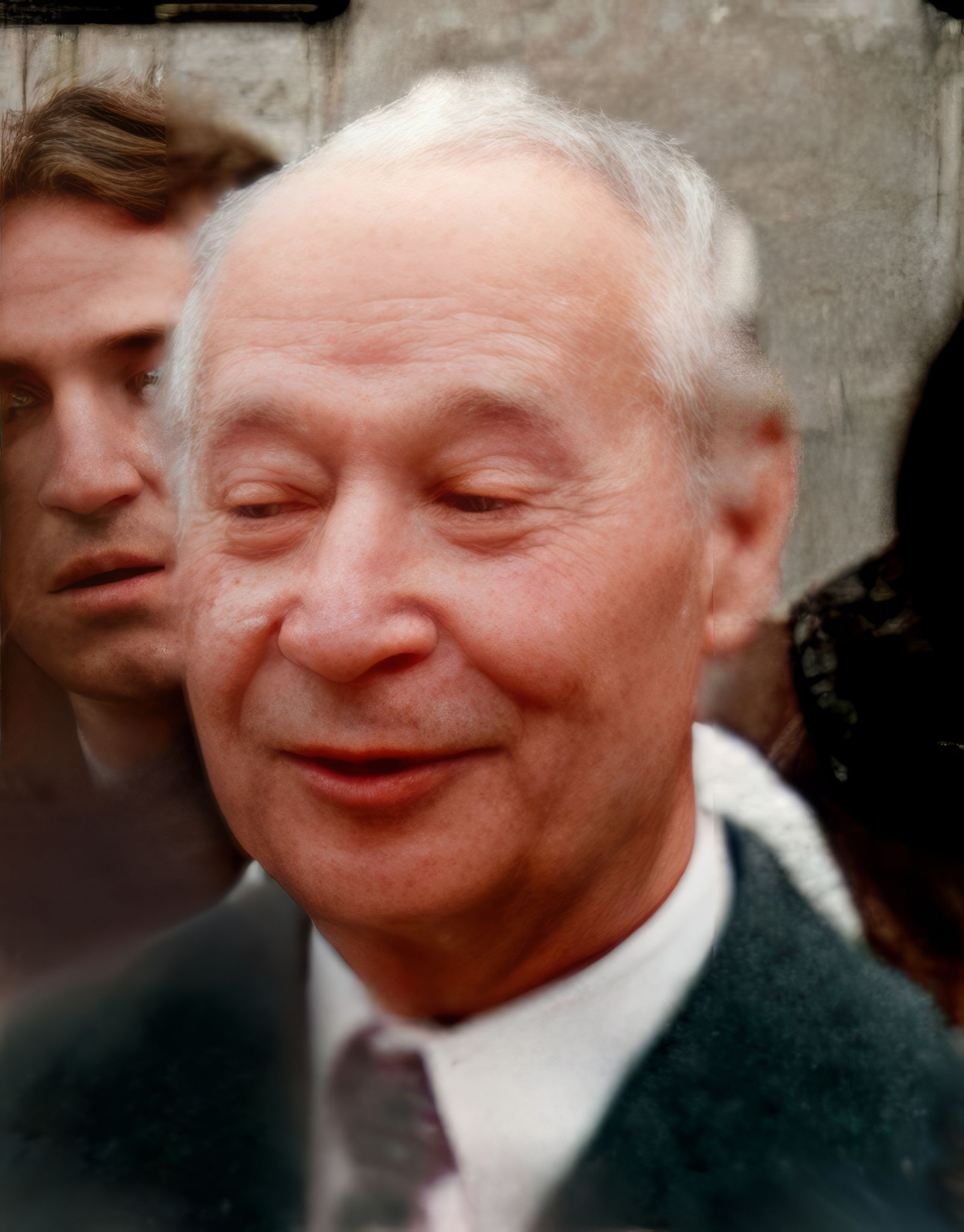
Alexander Dubček
7 november

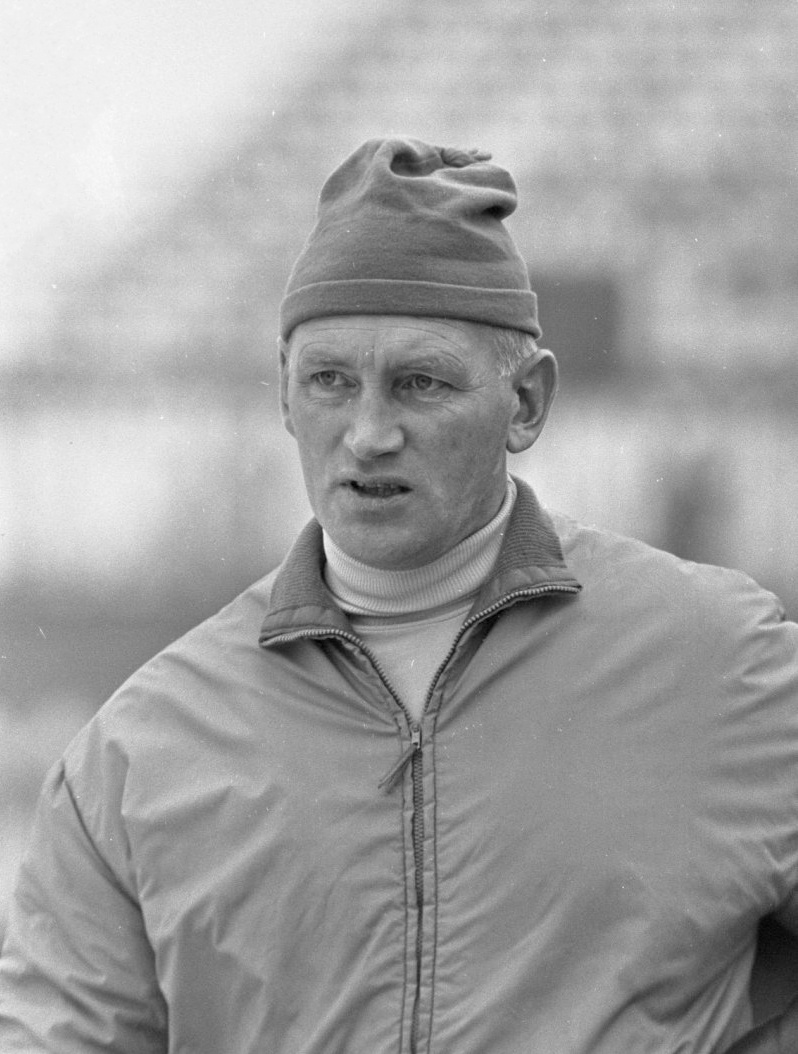
Kees Broekman
8 november

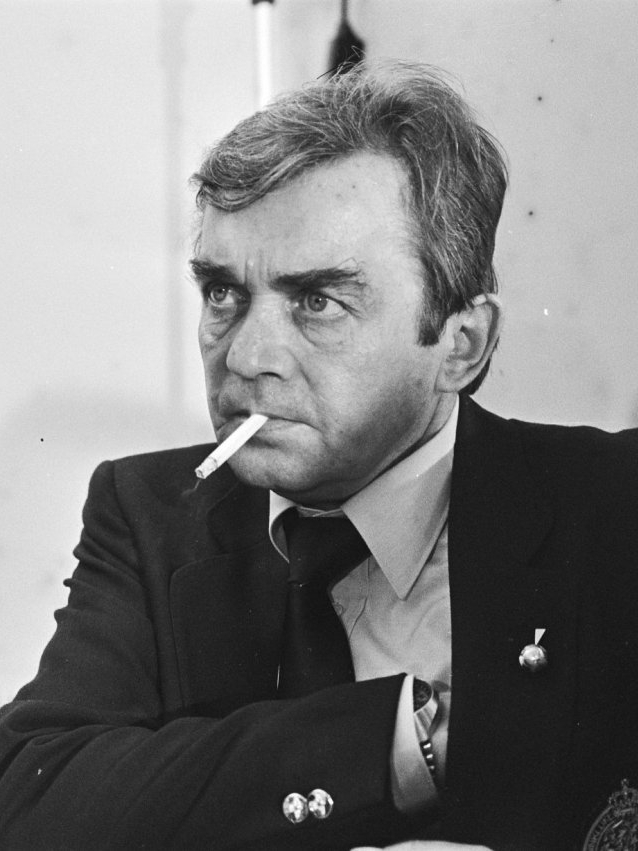
Ernst Happel
14 november

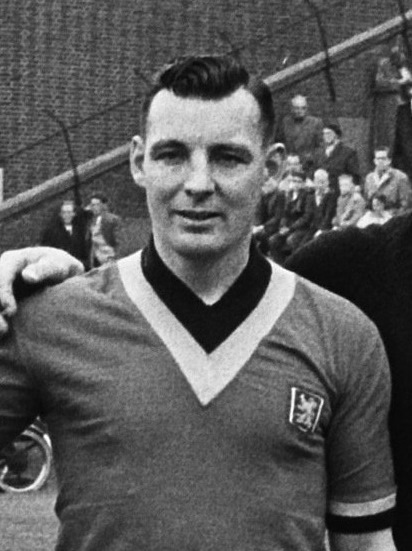
Leon Aernaudts
20 november

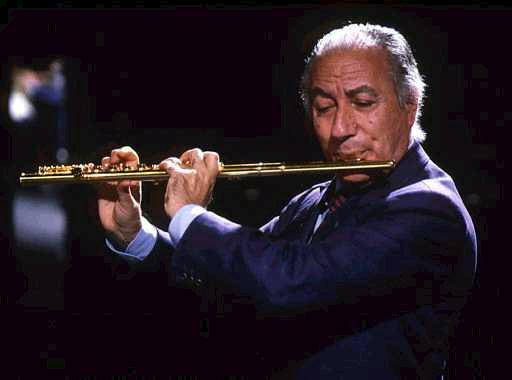
Severino Gazzelloni
21 november

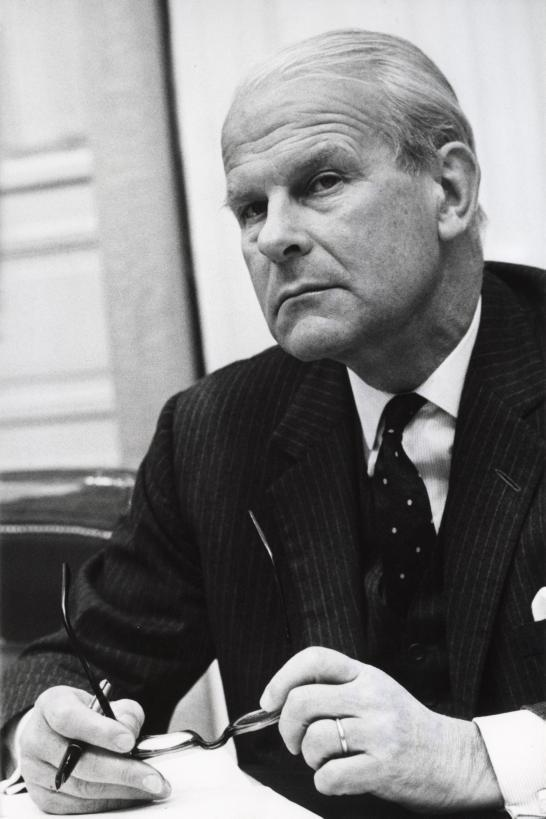
Hans de Koster
24 november

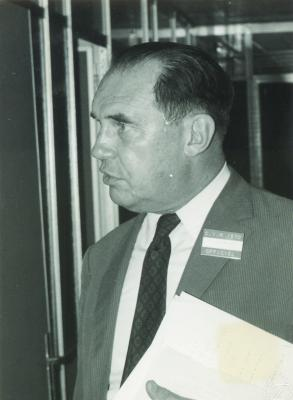
Jean Dieudonné
29 november

| 1 | 2 | 3 | 4 | 5 | 6 | 7 | 8 | 9 | 10 | 11 | 12 | 13 | 14 | 15 | 16 | 17 | 18 | 19 | 20 | 21 | 22 | 23 | 24 | 25 | 26 | 27 | 28 | 29 | 30 |
| - | - | - | - | - | - | - | - | - | -- | -- | -- | -- | -- | -- | -- | -- | -- | -- | -- | -- | -- | -- | -- | -- | -- | -- | -- | -- | -- |

### 1 november
- Bernard Mels (83), Belgisch aartsbisschop

### 2 november
- Ernest van Nispen tot Pannerden (72), Nederlands burgemeester
- Hal Roach (100), Amerikaans filmproducent

### 3 november
- Jean Daskalidès (69), Belgisch pralineur, gynaecoloog en filmregisseur
- Vladas Mikenas (82), Estisch schaker
- Freddie Moore (92), Amerikaans jazzmusicus

### 4 november
- André Demedts (86), Belgisch schrijver
- H.J.M. Jeukens (74), Nederlands rechtsgeleerde

### 5 november
- Arpad Elo (89), Hongaars-Amerikaans natuurkundige en schaker
- Jan Hendrik Oort (92), Nederlands astronoom

### 6 november
- Koos Borgesius (73), Nederlands burgemeester

### 7 november
- Alexander Dubček (70), Tsjecho-Slowaaks politicus
- Duke Groner (84), Amerikaans jazzmusicus
- Richard Yates (66), Amerikaans schrijver

### 8 november
- Kees Broekman (65), Nederlands schaatser
- Claire (39), Belgisch zangeres
- Theunis Heeg (88), Nederlands burgemeester en collaborateur
- Larry Levan (38), Amerikaans diskjockey
- Félix Schnyder (82), Zwitsers diplomaat

### 9 november
- Fritz Gunst (84), Duits waterpolospeler
- Willy Schütz-Erb (74), Duits componist en dirigent

### 10 november
- Antoine Rottier (82), Nederlands bestuurder

### 14 november
- Ernst Happel (66), Oostenrijks voetballer en voetbaltrainer
- Joop van Nellen (82), Nederlands voetballer

### 15 november
- Karel Trow (63), Nederlands-Frans componist

### 19 november
- René Tavernier (78), Belgisch geoloog
- Diane Varsi (54), Amerikaans actrice

### 20 november
- Leon Aernaudts (74), Belgisch voetballer
- Wally van Weelde (68), Nederlands cricketspeler

### 21 november
- Kaysone Phomvihane (71), Laotiaans politicus
- Severino Gazzelloni (73), Italiaans fluitist

### 22 november
- Sterling Holloway (87), Amerikaans stemacteur

### 23 november
- Roy Acuff (89), Amerikaans countrymusicus
- Ward Hermans (95), Belgisch politicus, dichter, publicist en collaborateur
- Manuel Pelegrina (82), Argentijns voetballer
- Piet Struijk (69), Nederlands dirigent

### 24 november
- Xavier Darasse (58), Frans organist en componist
- Hans de Koster (78), Nederlands politicus
- June Tyson (56), Amerikaans zangeres

### 25 november
- Piet Ikelaar (96), Nederlands wielrenner
- Liselotte Spreng (80), Zwitserse politica

### 26 november
- Manfred Lehmbruck (79), Duits architect

### 27 november
- Willi Faust (78), Duits motorcoureur

### 28 november
- Frank Armi (74), Amerikaans autocoureur
- Co Flower (85), Belgisch cabaretière
- Earl Motter (73), Amerikaans autocoureur
- Roland Smeenk (35), Nederlands cabaretier en muzikant

### 29 november
- Jean Dieudonné (86), Frans wiskundige
- Paul Ryan (44), Brits zanger en liedjesschrijver
- Engbert Wilmink (60), Nederlands politicus

### 30 november
- Oene Bottema (90), Nederlands wiskundige en natuurkundige
- Peter Blume (86), Amerikaans kunstschilder

## December

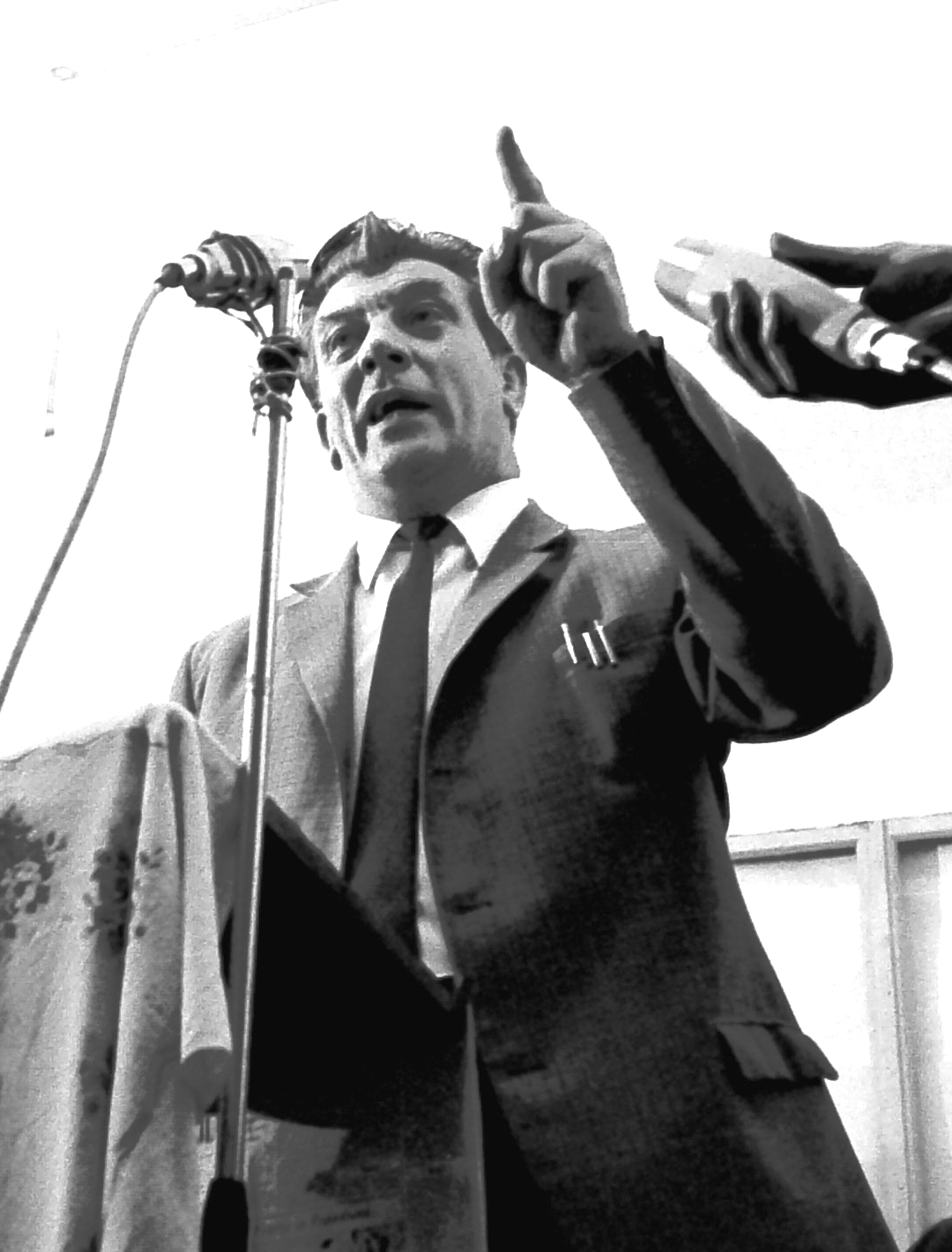
Fré Meis
15 december

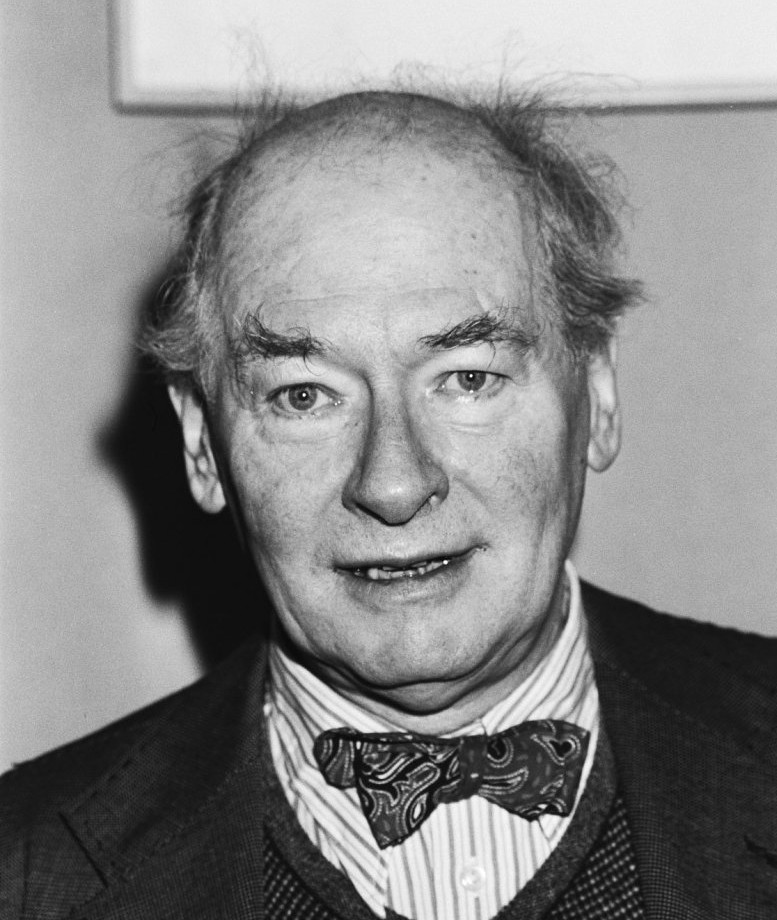
Anton Koolhaas
16 december

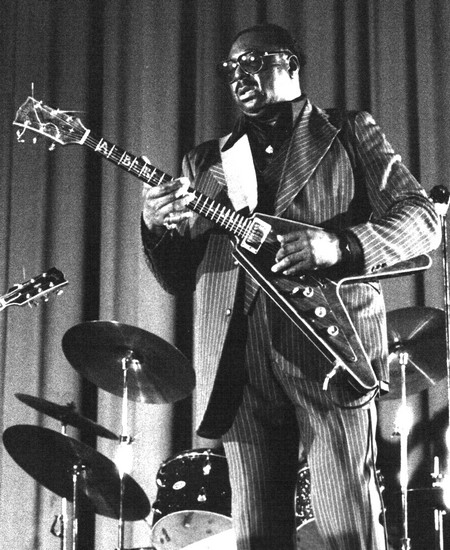
Albert King
21 december

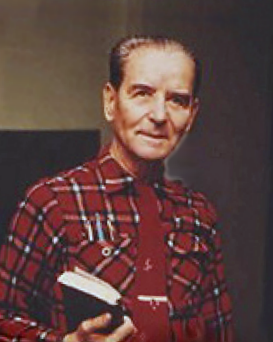
Frederick W. Franz
22 december

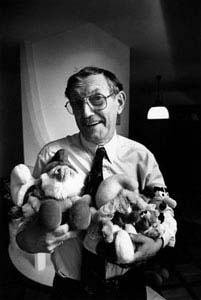
Peyo
24 december

| 1 | 2 | 3 | 4 | 5 | 6 | 7 | 8 | 9 | 10 | 11 | 12 | 13 | 14 | 15 | 16 | 17 | 18 | 19 | 20 | 21 | 22 | 23 | 24 | 25 | 26 | 27 | 28 | 29 | 30 | 31 |
| - | - | - | - | - | - | - | - | - | -- | -- | -- | -- | -- | -- | -- | -- | -- | -- | -- | -- | -- | -- | -- | -- | -- | -- | -- | -- | -- | -- |

### 1 december
- Walter Maas (83), Nederlands muziekpromotor
- Anton Malatinský (72), Tsjecho-Slowaaks voetballer en voetbalcoach

### 2 december
- Loek Elfferich (60), Nederlands journalist
- Michael Gothard (53), Brits acteur

### 6 december
- Yngve Sköld (93), Zweeds componist

### 8 december
- Sara Bisschop (98), Nederlands kunstenares
- Joan Schaepman (72), Nederlands burgemeester

### 9 december
- Vincent Gardenia (70), Italiaans-Amerikaans acteur

### 10 december
- Maria Kalaw Katigbak (80), Filipijns schrijfster en politicus

### 11 december
- Andy Kirk (94), Amerikaans jazzmusicus
- Michael Robbins (62), Brits acteur

### 12 december
- Bernard Lievegoed (87), Nederlands psychiater en publicist
- Suzanne Lilar (91), Belgisch schrijfster

### 14 december
- Severino Rigoni (88), Italiaans wielrenner

### 15 december
- Fré Meis (71), Nederlands politicus

### 16 december
- Roger Dekeyzer (86), Belgisch politicus
- Anton Koolhaas (80), Nederlands schrijver
- Corwin H. Taylor (87), Amerikaans componist
- Rinus Terlouw (70), Nederlands voetballer

### 17 december
- Dana Andrews (83), Amerikaans acteur

### 19 december
- Ieb Brugmans (96), Nederlands historicus
- H.L.A. Hart (85), Brits rechtsfilosoof

### 20 december
- Joseph De Grauw (85), Belgisch politicus

### 21 december
- Stella Adler (91), Amerikaans actrice
- Albert King (69), Amerikaans bluesgitarist en -zanger

### 22 december
- Frederick William Franz (99), Amerikaans religieus leider
- Milo Sperber (81), Brits acteur
- Cornelio Villareal (88), Filipijns politicus

### 23 december
- Vjatsjeslav Koerennoj (56), Sovjet-Russisch waterpolospeler
- Hank Mizell (69), Amerikaans zanger

### 24 december
- Leo H. Klaassen (72), Nederlands econoom
- Peyo (64), Belgisch striptekenaar
- Abdulkadir Widjojoatmodjo (88), Nederlands diplomaat

### 25 december
- Karen-Marie Flagstad (88), Noors operazangeres

### 26 december
- Jan Flinterman (83), Nederlands autocoureur
- Joep Galiart (66), Nederlands politicus
- Bert Voeten (74), Nederlands dichter

### 27 december
- Stephen Albert (51), Amerikaans componist

### 29 december
- Bart Ruitenberg (87), Nederlands journalist

### 30 december
- César Domela (92), Nederlands kunstschilder
- César Vanbiervliet (87), Belgisch esperantist

### 31 december
- Jos Theuns (61), Belgisch wielrenner

## Datum onbekend
- Ray Abrams (72), Amerikaans jazzmusicus (overleden in juli)
- Jean-Pierre Borlée (44), Belgisch atleet (overleden in augustus)
- Jim Doman (43), Amerikaans pokerspeler (overleden in mei)
- Ali El-Maak (55), Soedanees schrijver (overleden in oktober)
- Marilyn Moore (61), Amerikaans jazzzangeres (overleden in maart)

1900 ·
1901 ·
1902 ·
1903 ·
1904 ·
1905 ·
1906 ·
1907 ·
1908 ·
1909 ·
1910 ·
1911 ·
1912 ·
1913 ·
1914 ·
1915 ·
1916 ·
1917 ·
1918 ·
1919 ·
1920 ·
1921 ·
1922 ·
1923 ·
1924 ·
1925 ·
1926 ·
1927 ·
1928 ·
1929 ·
1930 ·
1931 ·
1932 ·
1933 ·
1934 ·
1935 ·
1936 ·
1937 ·
1938 ·
1939 ·
1940 ·
1941 ·
1942 ·
1943 ·
1944 ·
1945 ·
1946 ·
1947 ·
1948 ·
1949 ·
1950 ·
1951 ·
1952 ·
1953 ·
1954 ·
1955 ·
1956 ·
1957 ·
1958 ·
1959 ·
1960 ·
1961 ·
1962 ·
1963 ·
1964 ·
1965 ·
1966 ·
1967 ·
1968 ·
1969 ·
1970 ·
1971 ·
1972 ·
1973 ·
1974 ·
1975 ·
1976 ·
1977 ·
1978 ·
1979 ·
1980 ·
1981 ·
1982 ·
1983 ·
1984 ·
1985 ·
1986 ·
1987 ·
1988 ·
1989 ·
1990 ·
1991 ·
1992 ·
1993 ·
1994 ·
1995 ·
1996 ·
1997 ·
1998 ·
1999 ·
2000 ·
2001 ·
2002 ·
2003 ·
2004 ·
2005 ·
2006 ·
2007 ·
2008 ·
2009 ·
2010 ·
2011 ·
2012 ·
2013 ·
2014 ·
2015 ·
2016 ·
2017 ·
2018 ·
2019 ·
2020 ·
2021 ·
2022 ·
2023 ·
2024 ·
2025